# مجموعة السلطان الأشرف قايتباي
مجموعة السلطان قايتباي بصحراء المماليك هي مجموعة معمارية أثرية شهيرة بالقاهرة مبنية على الطراز الإسلامي تعود إلى عصر المماليك الجراكسة. تضم المجموعة عدة منشآت تتمثل في مسجد ومدرسة وملحقاتها وقبة وسبيل وكتاب ومقعد للسلطان وحوض لسقاية الدواب وربع لإقامة الصوفية. تم إنشاء المجموعة خلال الفترة من 877هـ/1472م إلى 879هـ/1474م بأمر السلطان الملك الأشرف أبو النصر قايتباي المحمودي الأشرفي ثم الظاهري الجركسي الأصل أحد حكام الدولة المملوكية خلال عصر المماليك الجراكسة، وكان قبل أن يعتلي كرسي السلطنة أحد أمراء السلطان الأشرف برسباي، ثم اشتراه السلطان الظاهر جقمق واعتقه وترقى في المناصب خلال عهد الأشرف إينال ثم الظاهر خشقدم فالظاهر بلباي، ولما ولي الظاهر تمربغا عينه أتابكاً للعسكر. ولما ثار خاير بك على الظاهر تمربغا، اتفق العسكر على سلطنة قايتباي وبايعوه مُرغماً سلطاناً سنة 872هـ/1468م، ليصبح الخامس عشر من ملوك الجراكسة وأولادهم بمصر والحادي والأربعين من ملوك الترك وأولادهم، وكان عمره آنذاك أربع وخمسين عاماً.
تقع المجموعة حالياً بمنطقة آثار صحراء المماليك بالقاهرة، وبجوارها عدة مواقع أثرية أخرى مثل خانقاه الأشرف برسباي، خانقاه الناصر فرج بن برقوق، خانقاه الأشرف إينال، مسجد الأمير قرقماس.

## المنشئ

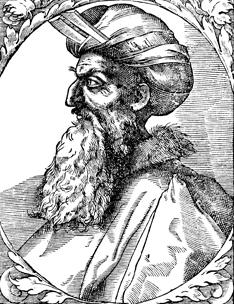
السلطان الأشرف قايتباي

أمر بإنشاء المسجد السلطان الملك الأشرف أبو النصر قايتباي المحمودي الأشرفي ثم الظاهري الجركسي، ولد سنة 826هـ/1423م، اشتراه الأشرف برسباي من جملة مماليكه، ولما اعتلى الظاهر جقمق كرسي السلطنة اشتراه، واعتقه وصار جمداراً ثم خاصكياً ثم دواداراً. وفي سنة 862هـ أنعم عليه السلطان الأشرف إينال بإمرة عشرة حتى عينه الظاهر خشقدم أمير طبلخاناه ثم شاد الشرابخاناه. وفي عهد السلطان الظاهر بلباي عين رأس نوبة النوب، ولما ولي الظاهر تمربغا عينه أتباكاً للعسكر. ولما ثار خاير بك على الظاهر تمربغا، اتفق العسكر على سلطنة قايتباي بزعامة من طائفة المماليك الإينالية والخشقدمية فقبضوا على خاير بك وخلعوا الظاهر تمربغا من السلطنة بحضور الخليفة العباسي يوسف المستنجد بالله الثاني، وقضاة المذاهب الأربعة وبايعوا قايتباي مُرغماً سلطاناً وكان ذلك سنة 872هـ/1468م، ليصبح الخامس عشر من ملوك الجراكسة وأولادهم بمصر والحادي والأربعين من ملوك الترك وأولادهم، وكان عمره آنذاك أربع وخمسين عاماً.:9:11:105

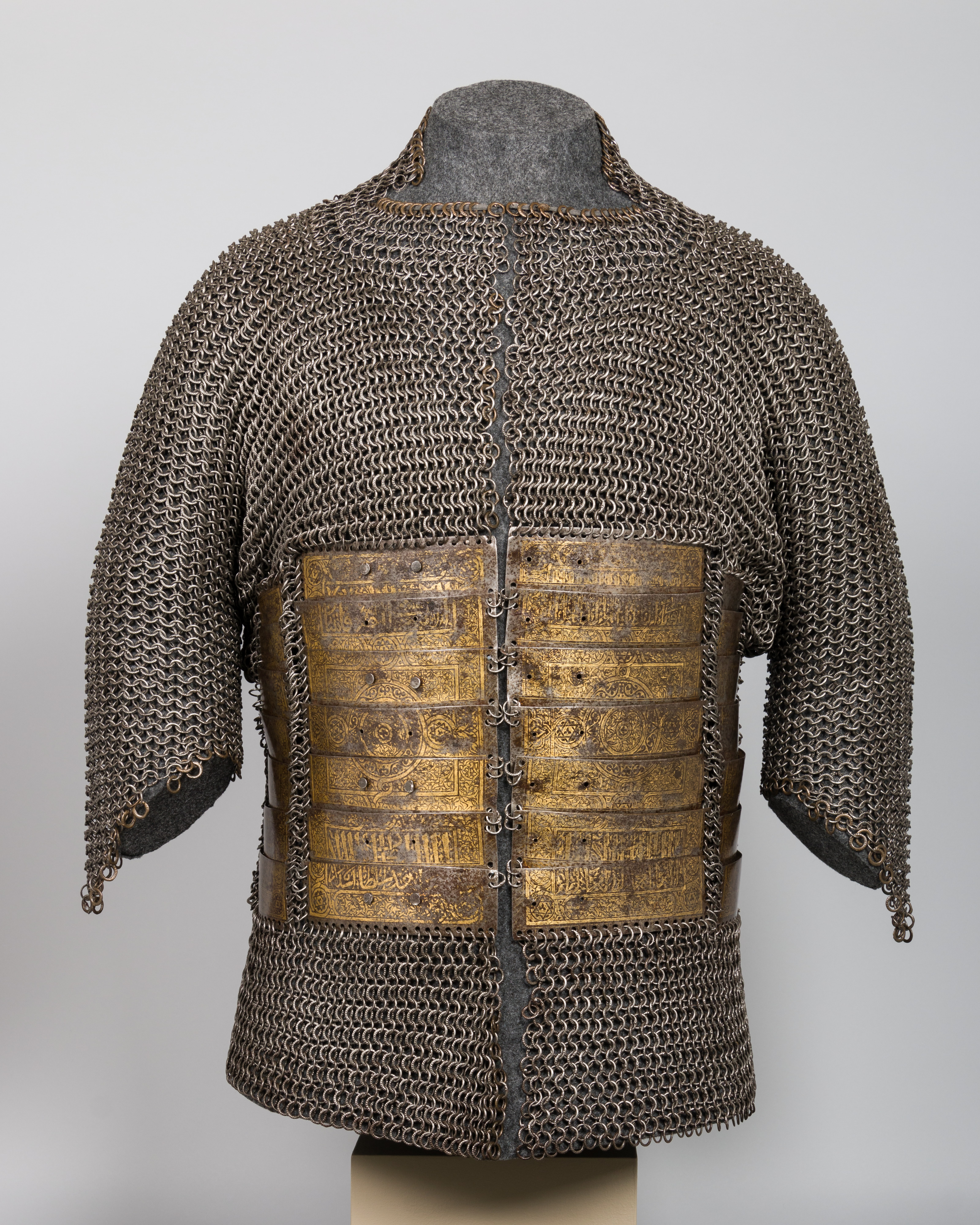
الدرع الحربي أو القميص المصفح الخاص بالسلطان الأشرف قايتباي بمتحف المتروبوليتان للفنون، نيويورك، الولايات المتحدة

تزوج قايتباي من خوند فاطمة بنت العلائي بن خاص بك، وأنجب منها ابنه أحمد وابنته ست الجراكسة وكلاهما مات صغيراً، أما سريته خوند أصلباي فأنجب منها ابنه محمد سنة 887هـ وهو الذي تسلطن بعده.:14:15
ظل قايتباي يقوم بأعباء الدولة في عزم وثبات، وواجه حروب شاه سوار أمير دلغار، وحسن قوصون الطويل حاكم دولة آق قويونلو، وسلاطين آل عثمان، وثورات العربان والجلبان، وعصيان بعض أقاليم السلطنة. كان قايتباي متقشفاً في النفقة على المماليك مع عظم إنفاقه على الجيوش والحروب، مما تسبب في ثورة بعضهم عليه ودفع ذلك السلطان إلى التهديد بترك كرسي السلطنة أكثر من مرة حتى نفذ تهديده فعلاً سنة 894هـ وخلع نفسه، وكانت مدة سلطنته وقتئذ اثنين وعشرين عاماً تقريباً، إلا أن المماليك جددوا له البيعة مرة أخرى في حضرة الخليفة المتوكل على الله عبد العزيز والقضاة الأربعة.:12:13 وظل متولياً ملك مصر إلى أن توفي سنة 901هـ/1496م ليكون بذلك أطول سلاطين المماليك جلوساً على كرسي السلطنة بعد الناصر محمد بن قلاوون، حيث ظل يقوم بمهام الدولة لمدة 29 سنة تقريباً.:ج1ص251
كان قايتباي من خير ملوك الجراكسة، وكانت مصر في عهده مقصداً للمضطهدين في البلاد المجاورة،:22 وعاش الأجانب في عهده في سلام ومارسوا تجارتهم دون أن يتعرض لهم أحد،:23 وكان يضفي رعايته على العلماء والنابهين من الصناع والأعلام،:24 ويواسي المرضى من رجال دولته، وفياً لذكرى من مات منهم، وراعياً لأبنائهم، وكذلك لأولاد السلاطين الذين سبقوه في الحكم، وكان في ذلك سباقاً شجاعاً، إذ جرت العادة على أن يرتاب الملوك نسل من سبقوهم من الحكام،:26 وأظهر عطفه على الفقراء وأرباب الديون وذوي الحاجات والمعوزين،:31 وكان ينظر في الشكاوى بنفسه ويساوي بين الأمراء وأقاربه وأقرب الناس إليه وغيرهم من عامة الناس، ولم يكن تواقاً إلى البطش حتى بمن كان يكره بل ينصفهم إذا ظهر الحق في جانبهم.:35:37 وخفف كذلك من الضرائب على العمال والصناع إذا اقتضى الأمر ذلك،:46 وتميز بردعه للعابثين والمفسدين والمنحرفين والمستغلين حتى ولو كانوا من القضاة أو من رجال الدولة أو المقربين إليه،:38 وكانت فيه نزعة للصوفية وله اعتقاد في المشايخ والأولياء والصالحين،:42 وكان محباً للسفر، مغرماً بالعمارة، وله منشآت كثيرة بمكة والمدينة والقدس، وطائفة من المنشآت في مصر تنوعت بين المساجد والمدارس والوكالات والمنازل والأسبلة والقناطر، وعنى بالحصون فأنشأ قلعة بالإسكندرية وقلعة أخرى برشيد، وامتازت كل منشآته بالرشاقة ودقة الصناعة.:251

## التاريخ

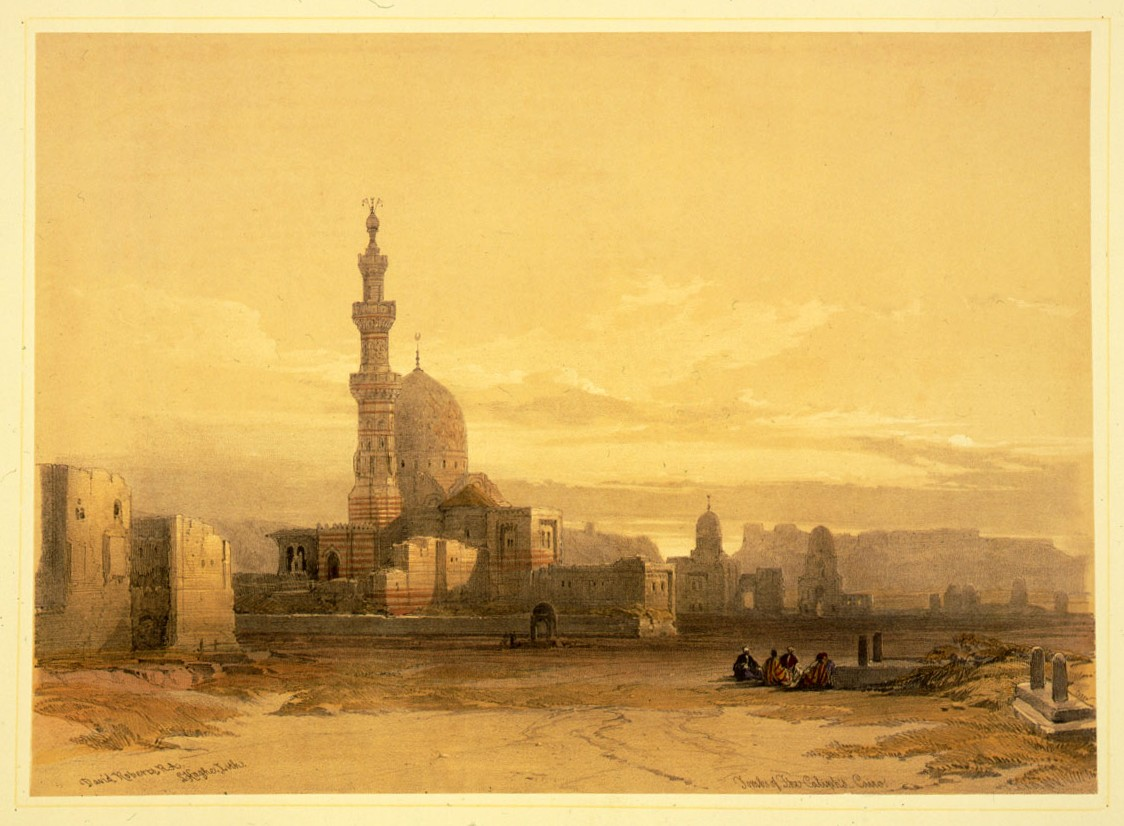
منظر عام للمجموعة خلال الفترة من 1845 إلى 1849

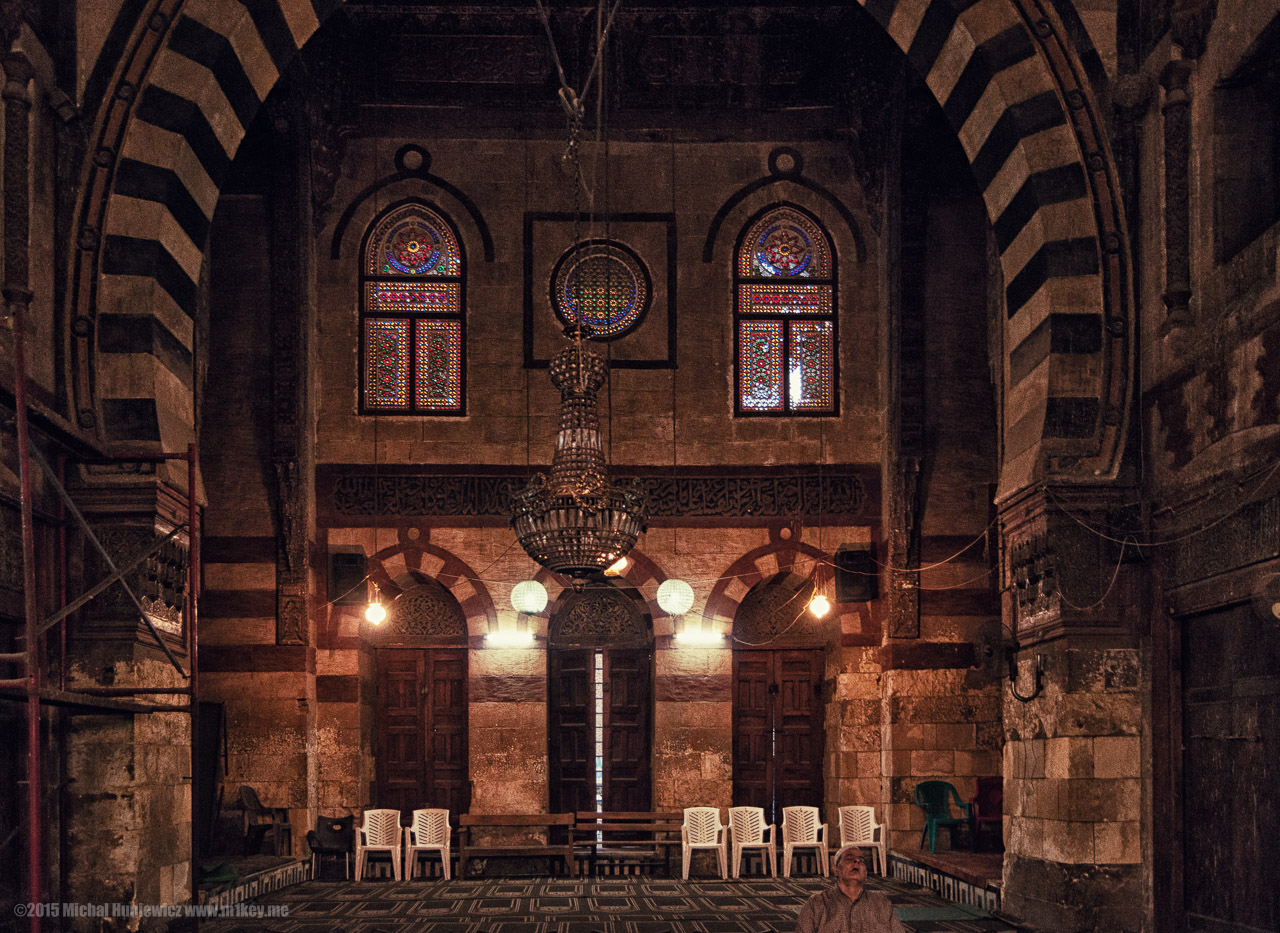
أحد إيوانات المسجد الأربع

وُضع أساس المبنى في شوال 874هـ/أبريل 1470م وكان ذلك عقب وصول قايتباي إلى سُدة الحكم على عادة من سبقوه من السلاطين، أما تاريخ بدأ الإنشاء الفعلي فكان في 877هـ/1472م، ونُقشت العديد من النصوص التاريخية على جدران المباني التي وضحت تاريخ الانتهاء من الأعمال الهندسية المختلفة، فعلى يمين ويسار المدخل في الواجهة الشمالية سجل التاريخ 877هـ (الموافق 1472م)، كما كتب على الحائط الجنوبي الشرقي والشمالي للإيوان الشرقي رجب 877هـ (الموافق ديسمبر 1472م)، وانتهى العمل بالصحن في رمضان 877هـ (الموافق فبراير 1473م)، أما الإيوان الغربي فانتهي العمل به في رجب 878هـ (الموافق ديسمبر 1473م)، وكذلك المقبرة انتهت في رجب 879هـ (الموافق ديسمبر 1474م)، وبالنسبة للمنبر فتم عمله في ربيع الأول 879هـ (الموافق أغسطس 1473م)، وافتتح المبنى بالكامل في رجب 879هـ (الموافق نوفمبر 1474م).:251:17
اختيرت القرافة الشرقية موقعاً لبناء المجموعة وتقع إلى الشرق من حي العباسية حالياً، وتغص تلك المنطقة بالأضرحة «القباب» والمساجد والمدارس والخانقاوات التي يرجع معظمها إلى العصر المملوكي. ولقب «القرافة» هو اسم يطلق على الجبانات في مصر دوناً عن سائر البلاد العربية، ويعود أصله إلى قبيلة من المغافر تسمى بنو قرافة.:ج4ص219

## التصميم
يتميز تصميم المجموعة بتناسب وتناسق مجموعة أجزائه وتنوع زخارفها ونقوشها من الداخل والخارج،:276 :163 وتتكون المجموعة من مسجد ومدرسة وملحقاتها وقبة وسبيل وكتاب ومقعد للسلطان وحوض لسقاية الدواب وربع لإقامة الصوفية.:16:18 تتمثل الوجهة الرئيسية للمجموعة في الوجهة البحرية وبها الباب الذي حلي عتبه ومزرره بالرخام الملون والكتابات، وتغطيه المقرنصات المنقوشة وطاقية ملبسة بالحجرين الأبيض والأحمر، وحلي مصراع الباب ببخارية نحاسية مفرغة بأشكال زخرفية. على يسار الباب يقع سبيل يعلوه كتاب له وجهتان غربية ذات عقدين وشرقية ذات ثلاث عقدين. وعلى يمين الباب المنارة التي ترتفع إلى علو 130 قدم وتتكون من ثلاث دورات وتعد من أرقى منارات مصر، وتنتهي الوجهة الشرقية من الجهة القبلية بقبة عالية على سطحها نقوش هندسية مورقة. ويؤدي الباب إلى دركاة مربعة بصدرها مسطبة مفروشة مؤزرة بالرخام الملون وعلى جانبيها دولابان بكل منهما أربع مصاريع طعمت بالسن المدقوق. أما الباب الأيمن فيؤدي إلى طرقة مستطيلة بصدرها باب يؤدي إلى المنارة والكتاب.:ج1ص251:253:113
يحيط بالصحن أربع إيوانات معقودة، وحليت أرجل عقود الإيوانات بمقرنصات مزخرفة مذهبة، وأكبر هذه الإيوانات إيوان القبلة «إيوان المحراب» وهو محاط بطراز مذهب. وفرشت أرضية الصحن بدوائر رخامية ملونة وفرشت كذلك أرضية الإيوانات والمداخل بالرخام الملون، ونقشت حجور الشبابيك بزخارف جصية امتازت بها منشآت قيتباي، ويغطي الصحن سقف يتوسطه منور نقش بزخارف ملونة ومذهبة، وتتوسطه قبة صغيرة. ويكتنف المحراب عمودان مثمنان حلي بدنهما مع قواعدهما وتيجانهما بنقوش مورقة، ولبست طاقيته بحجر أحمر على هيئة شرفات، ويجاوره منبر دقيق حليت جوانبه ودرابزينه وأبوابه بحشوات السن، وذهبت قوائمه وخوذته.:ج1ص253:255
قسم الإيوان الغربي إلى ثلاثة أقسام تغطيها سقوف ملونة مذهبة، وفي القسم القبلي منه حجرة المكتبة التي نقلت كتبها إلى دار الكتب المصرية. وفي الركن البحري الغربي للصحن باب يؤدي إلى سلم يهبط إلى الباب الغربي للمسجد وهو المعروف بباب السر.
وتلاصق القبة الإيوان الشرقي من جهته القبلية، وهي قبة عالية نقشت من الخارج في الحجر ونقشت من الداخل بزخارف ملونة ومذهبة وبها مجموعة من الشبابيك الجصية الدقيقة، وأحيطت جدرانها بوزرة رخامية، وبها كرسي المصحف المطعم بالسن المدقوق، ومحرابها حجري كسي أسفله بأشرطة رخامية وحلي بزخارف مدقوقة وملونة وأمامه مقصوره خشبية بها قبر السلطان قايتباي منشئ المجموعة، وأرضيتها فرشت بالرخام الملون، ودفن في هذه القبة أيضاً ابنه الملك الناصر محمد، كما دفن في تربة أخرى أبناء عمه جانم وجاني بك وأزبك الخاصكي، وغربي القبة قبور خاصته وإحدى سراريه دولات باي. ويجاور قبر قايتباي قبة صغيرة نحاسية مذهبة تحتها حجر أسود به أثر قدمين يقال أنهما للنبي محمد صلى الله عليه وسلم، كما يوجد بجوار القبر الآخر قبة أخرى خشبية على شكل مسلة بها حجر عليه أثر قدم يقال أنها للنبي إبراهيم عليه السلام، ولم يقف المؤرخين على أصل أو سند لكلى الادعاءين.:ج1ص255:257
أما الحوض فهو بناء منفصل يقع بين ربع الصوفية والمدرسة وكان يستخدم لسقاية الدواب، وهو مساحة مستطيلة الشكل يحيط به من الخارج سور حجري يعلوه سور حديدي. وبالنسبة للربع فهو بناء من ثلاثة طوابق، وبالجهة الغربية للمسجد يقع مقعد السلطان وله إزار جميل يعلو الواجهة.:13

## الترميم

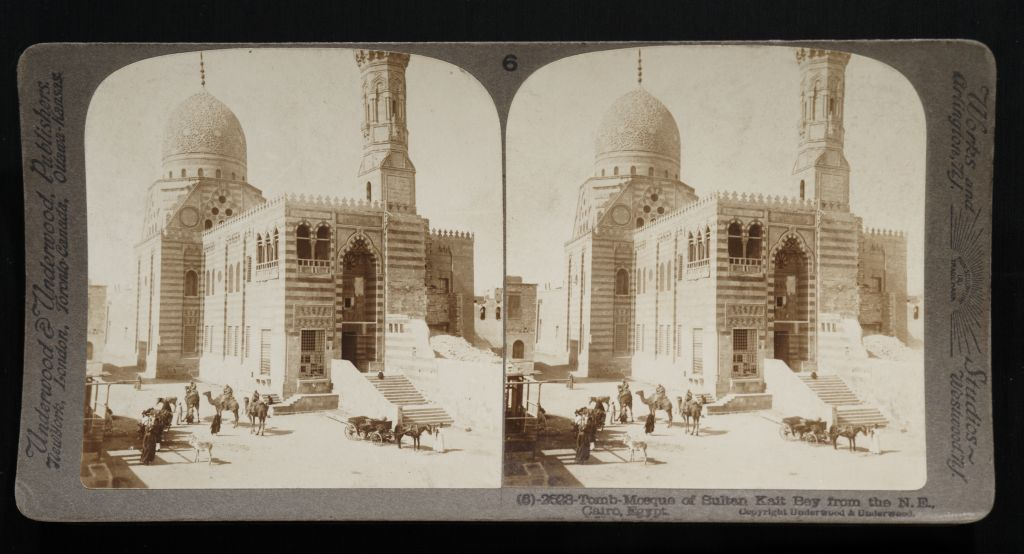
منظر عام للمجموعة سنة 1908

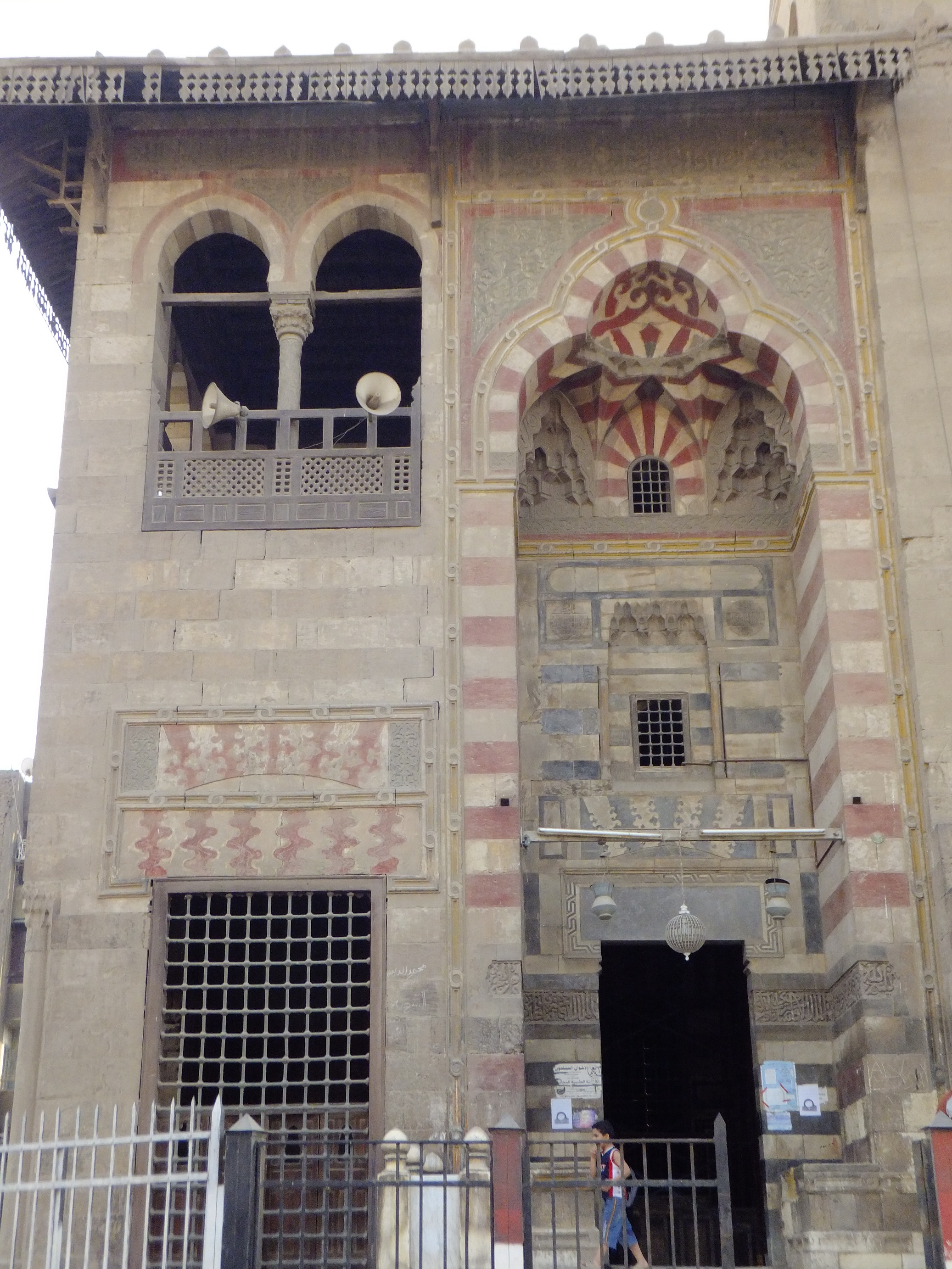
المدخل الرئيسي

تعتبر مجموعة السلطان قايتباي الأثر الوحيد بين آثار صحراء المماليك الذي احتفظ بكثير من تفاصيله مما ساعد على إعادتها إلى أصلها، فعنيت بترميمه لجنة حفظ الآثار العربية سنة 1893م وأنهت أعمال الإصلاح سنة 1897م التي اشتملت على تقوية المباني وإصلاح الرخام والسقوف والأرضيات والنجارة والشبابيك الجصية، وإصلاح المنارة وتقويتها.:ج1ص257
في إطار خطة هيئة الآثار المصرية لترميم الآثار الإسلامية بمنطقة صحراء المماليك، أعيد فك وإعادة بناء الأحجار التالفة بالجدران الداخلية والخارجية للمسجد والسبيل، مع ترميم الأعتاب المزرره للشبابيك السفلية، تبليط أرضية مدخل المسجد وحجرة السبيل ببلاط حجري، ترميم واستكمال بناء جدران المدفن الملحق، وغيرها من أعمال العزل والتنظيف وإعادة تذهيب العناصر الزخرفية.:13
في عام 2015 انتهت أعمال ترميم حوض السلطان قايتباي وإعادة توظيفه وتحويله إلى منفذ لعرض وبيع منتجات الحرفيين واستخدامه كمعرض مؤقت يتم تنظيمه بطريقة تبادلية في المنطقة المحيطة بمجموعة السلطان قايتباي. ضمن المشروع بدأت أعمال ترميم مقعد السلطان قايتباي بذات المنطقة، وكلا المشروعين تم بمنحة من مفوضية الاتحاد الأوروبي كجزء من برنامج التعاون الثقافي المصري الأوروبي، وبمساهمة من سفارة هولندا، كما قام مكتب أركينوس للعمارة في مصر بأعمال التصميم والتنفيذ وذلك بالتعاون مع وزارة الآثار والتراث من خلال مشروع ترميم وتطوير القاهرة التاريخية.

## سرقة المحتويات
نظراً لتميز الأعمال الفنية لعناصر المجموعة الأثرية، فقد كانت هدفاً للصوص الآثار في أكثر من مناسبة تمثلت في سرقة حشو كرسي المصحف، وكذلك سرقة الصرة النحاسية، وفي المرة الثالثة سرق الحشو الرئيسي لمنبر المسجد، وهو مجموعة من قطع العاج الثمينة.

## التكريم
كأحد المعالم الأثرية البارزة التي اهتمت الدولة المصرية بتسليط الضوء عليها عن طريق تزيين وجه عملاتها الورقية والفضية برسوماتها، نال مسجد قايتباي نصيبه من هذا الاهتمام من خلال تزيين وجه عدة إصدارات ورقية لعملات مصرية مختلفة كان آخرها فئة الجنيه الورقي الحالي المزين وجهه برسم صورة المسجد، فيما يحمل ظهره صورة معبد أبو سمبل.

وجه عملة مصرية ورقية "حالية" فئة 1 جنيه
وجه عملة مصرية ورقية "سابقة" فئة 1 جنيه
وجه عملة مصرية ورقية "سابقة" فئة 10 جنيه
وجه عملة مصرية ورقية "سابقة" فئة 100 جنيه
ظهر عملة مصرية ورقية "سابقة" فئة 100 جنيه
وجه عملة مصرية ورقية "سابقة" فئة 100 جنيه
ظهر عملة مصرية ورقية "سابقة" فئة 100 جنيه

## معرض صور

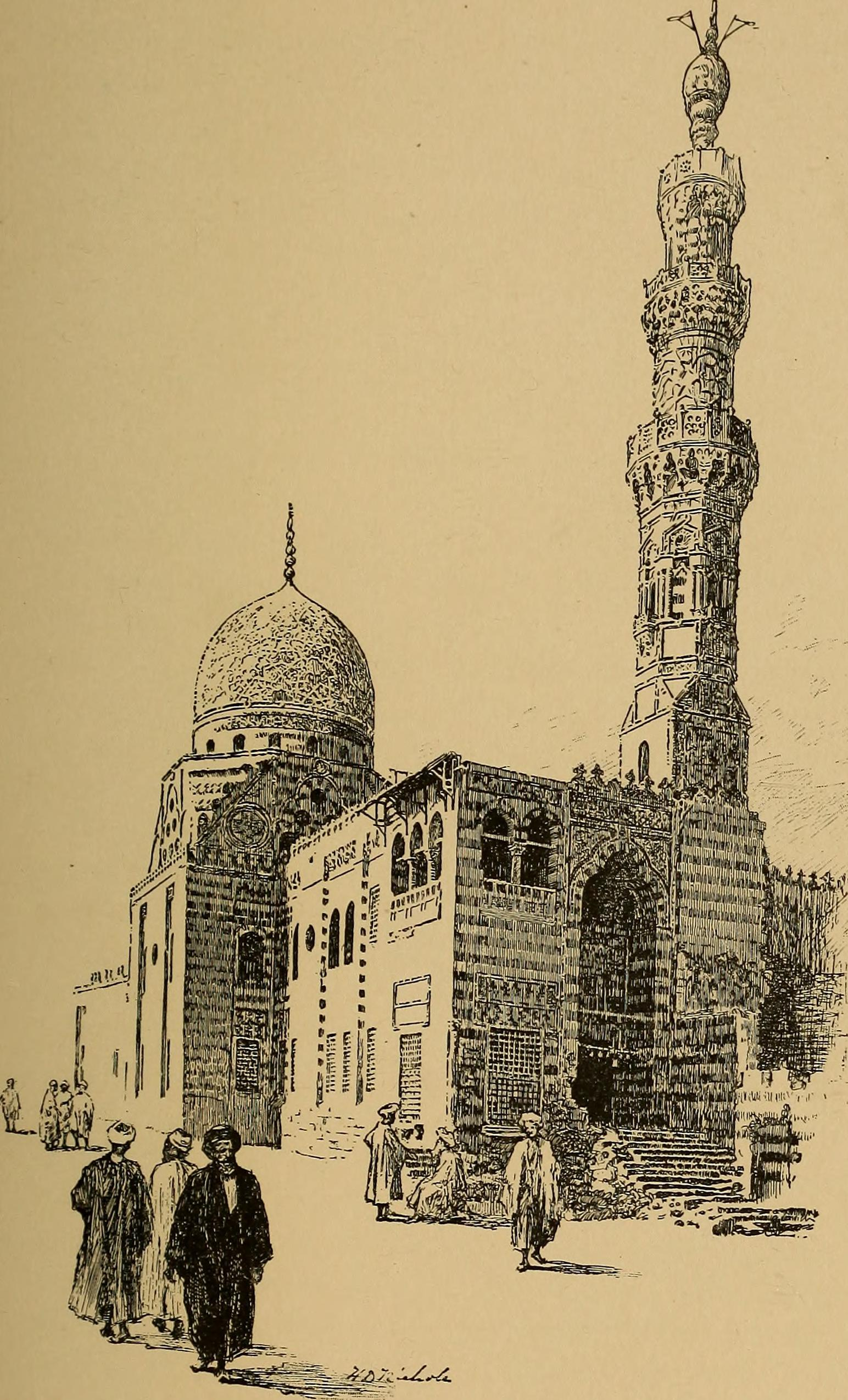
منظر عام للمجموعة
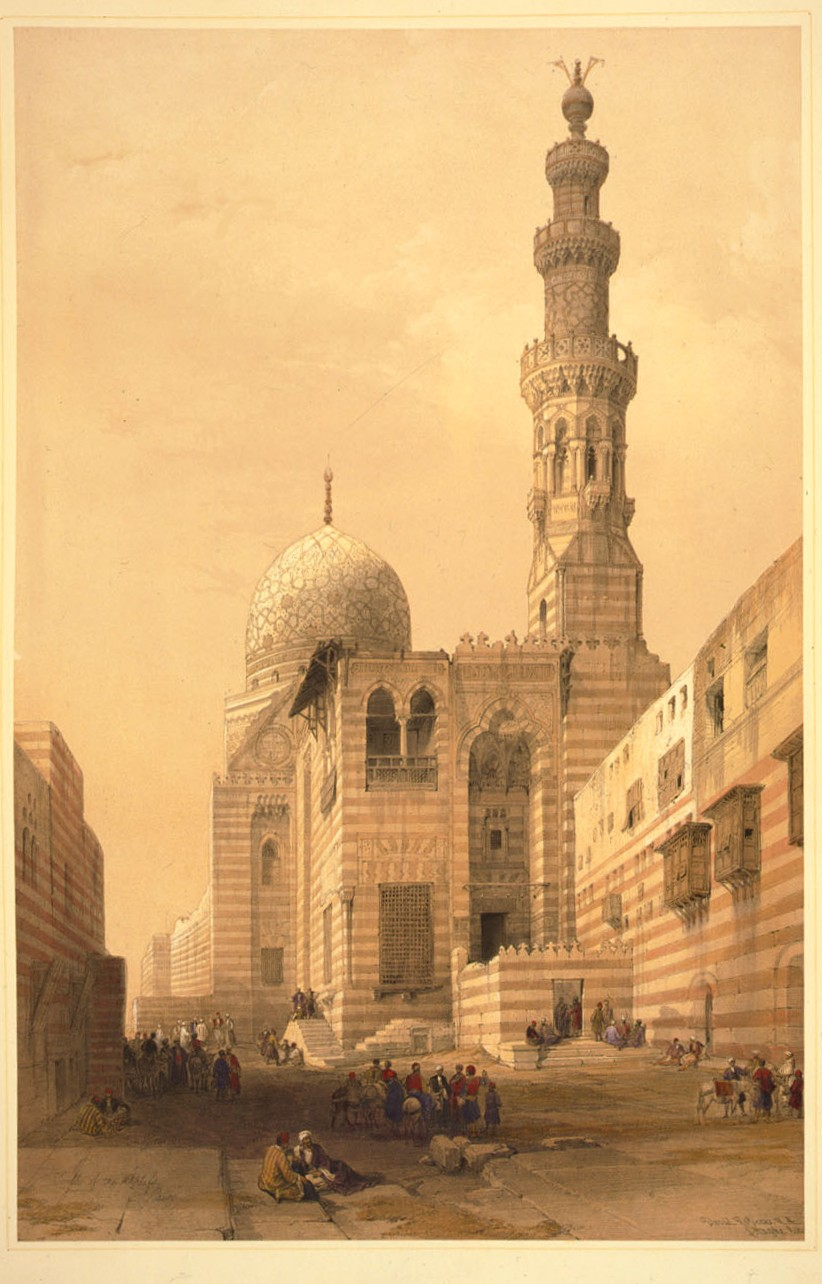
منظر عام للمجموعة
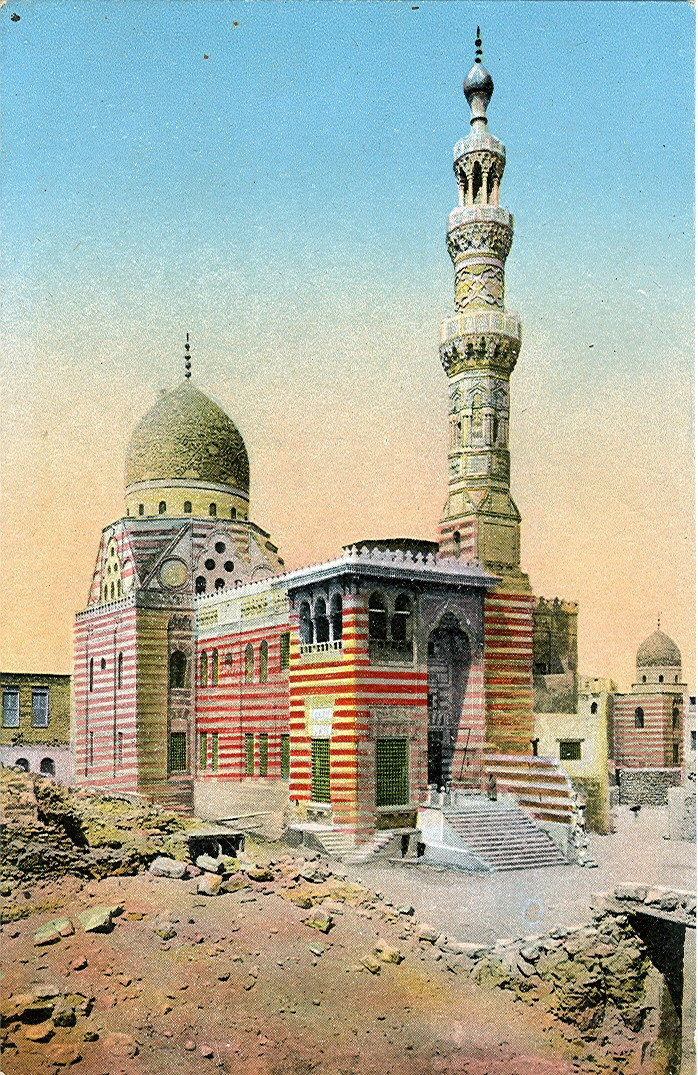
منظر عام للمجموعة
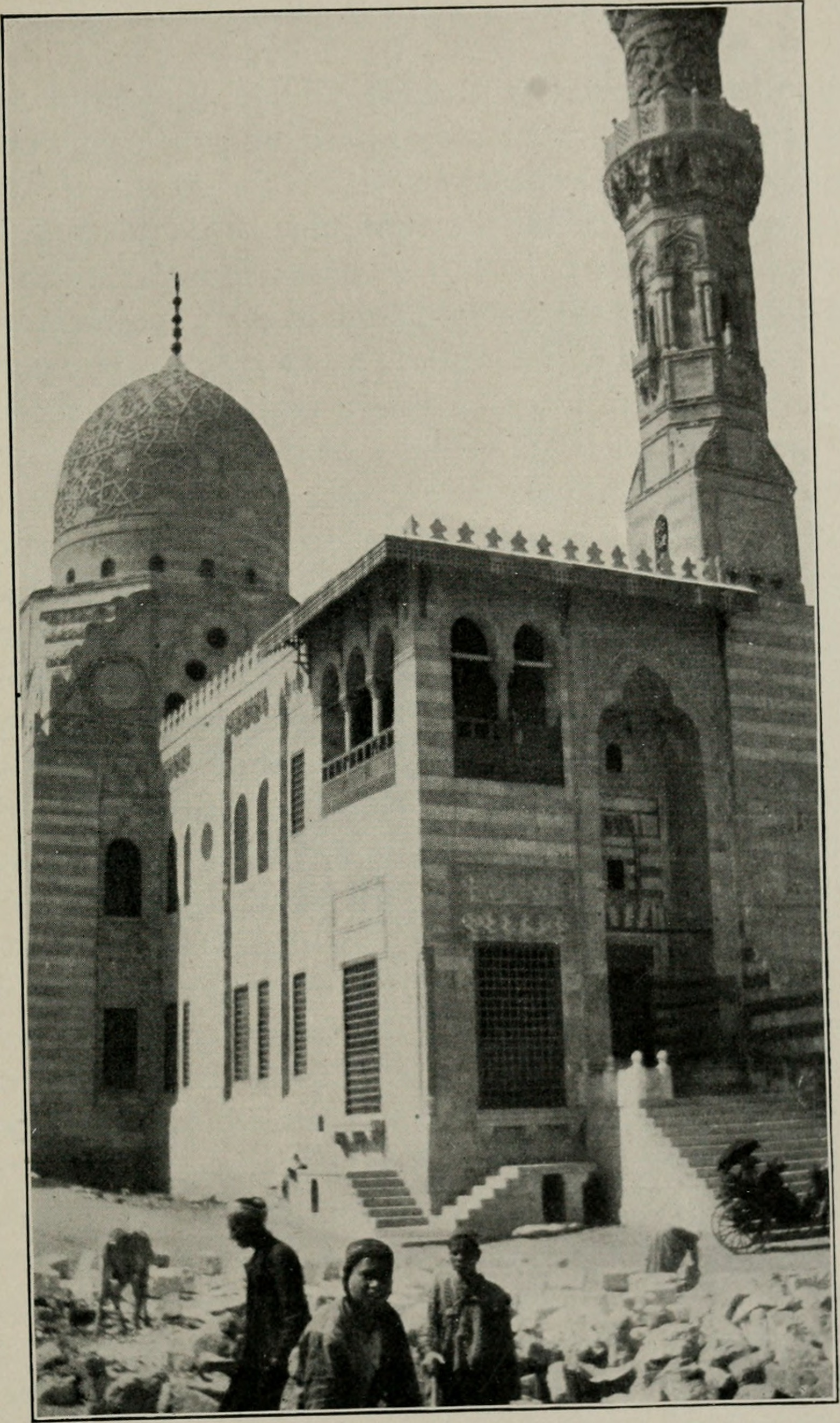
منظر عام للمجموعة
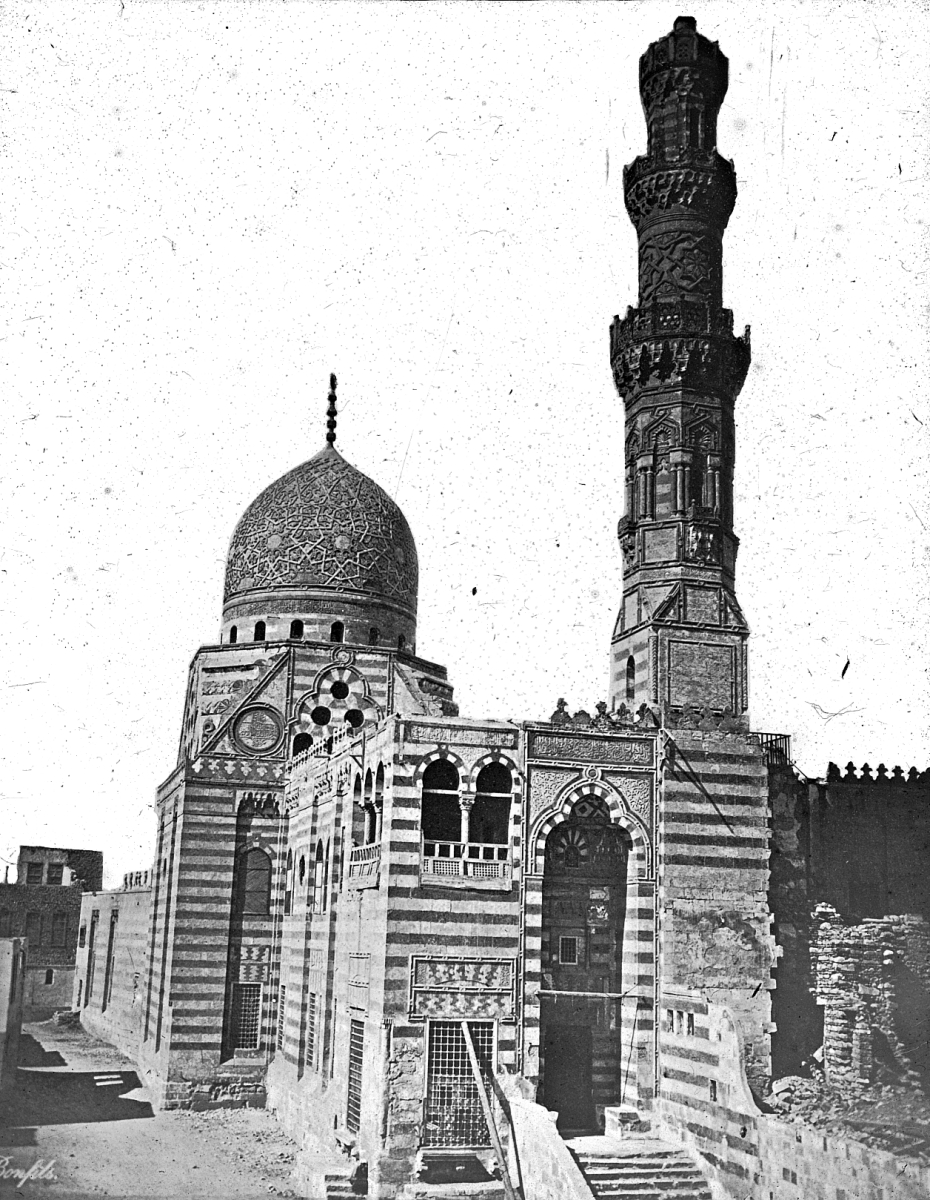
منظر عام للمجموعة
منظر عام للمجموعة
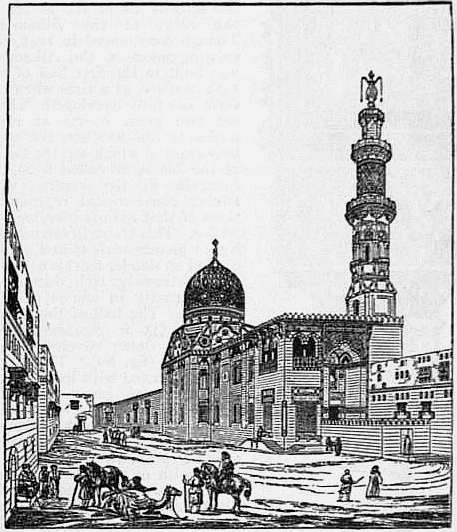
منظر عام للمجموعة
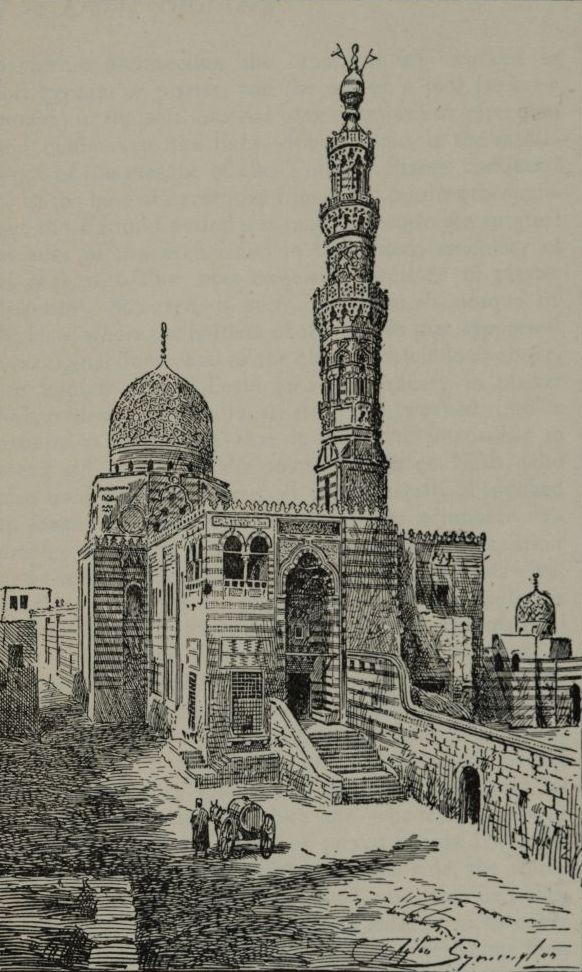
منظر عام للمجموعة
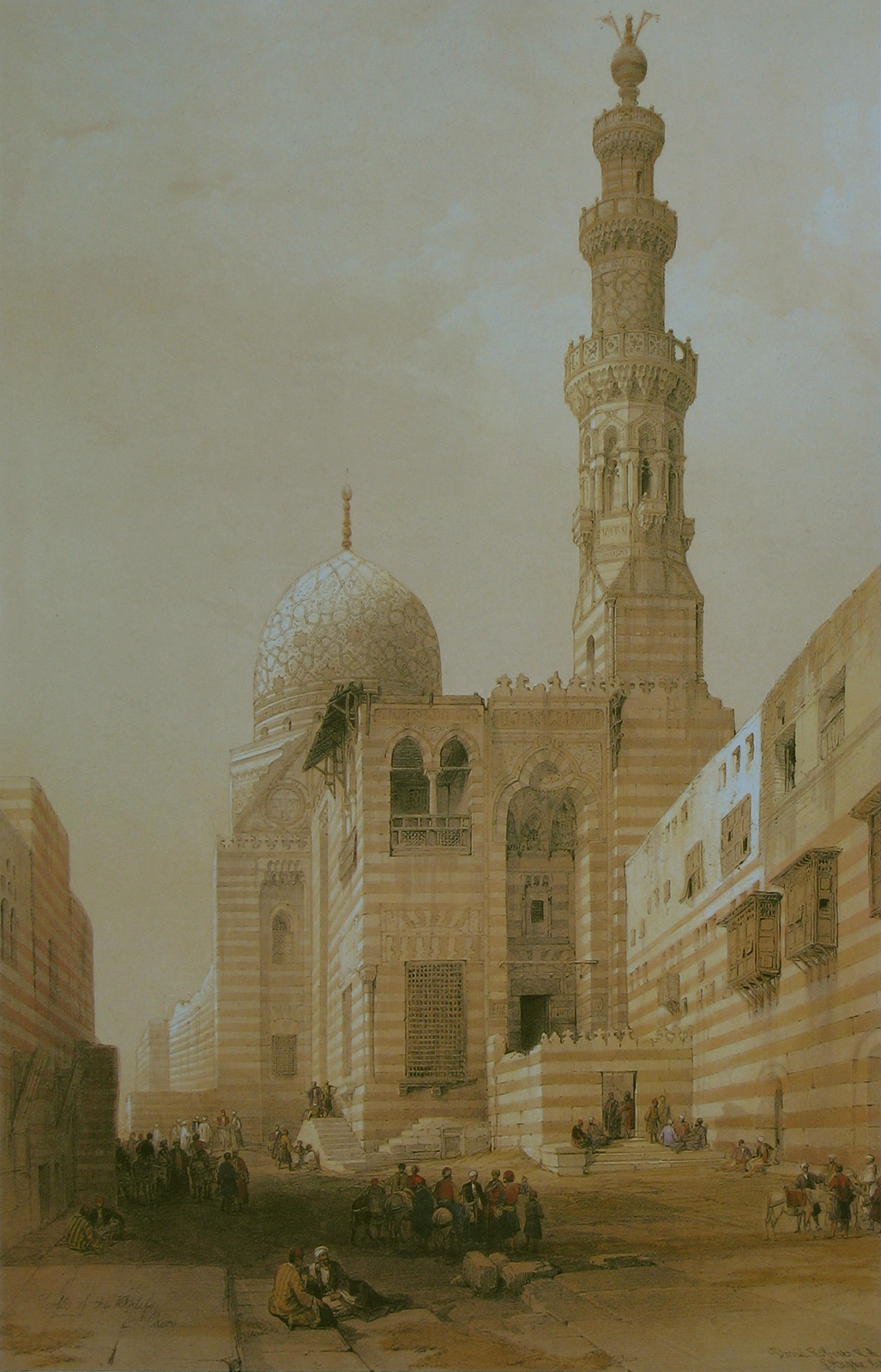
منظر عام للمجموعة
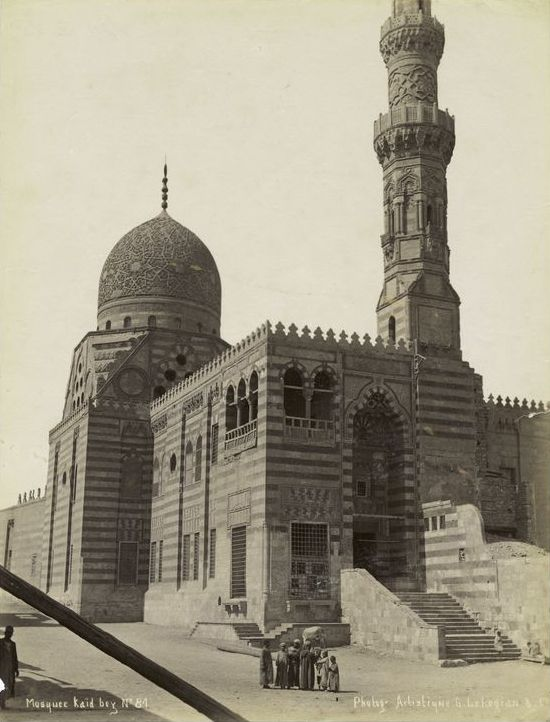
منظر عام للمجموعة
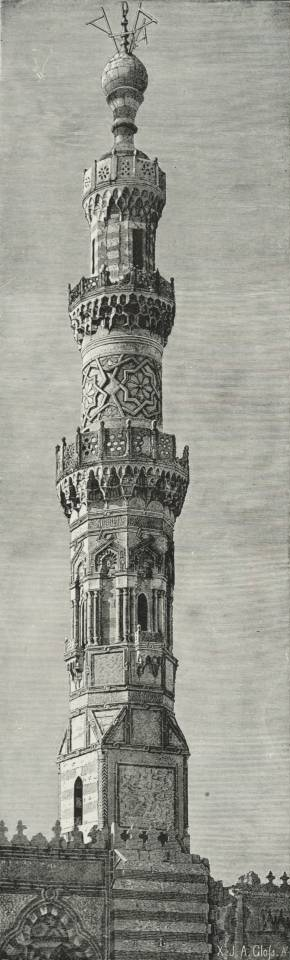
منارة المسجد
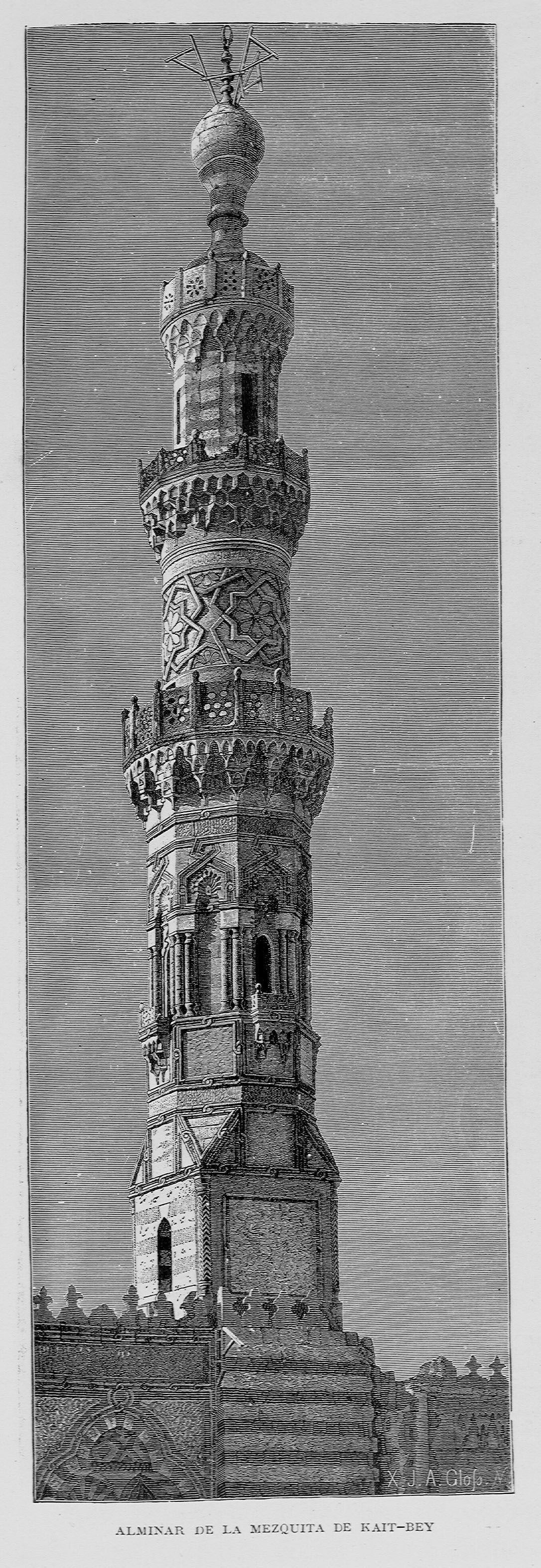
منارة المسجد
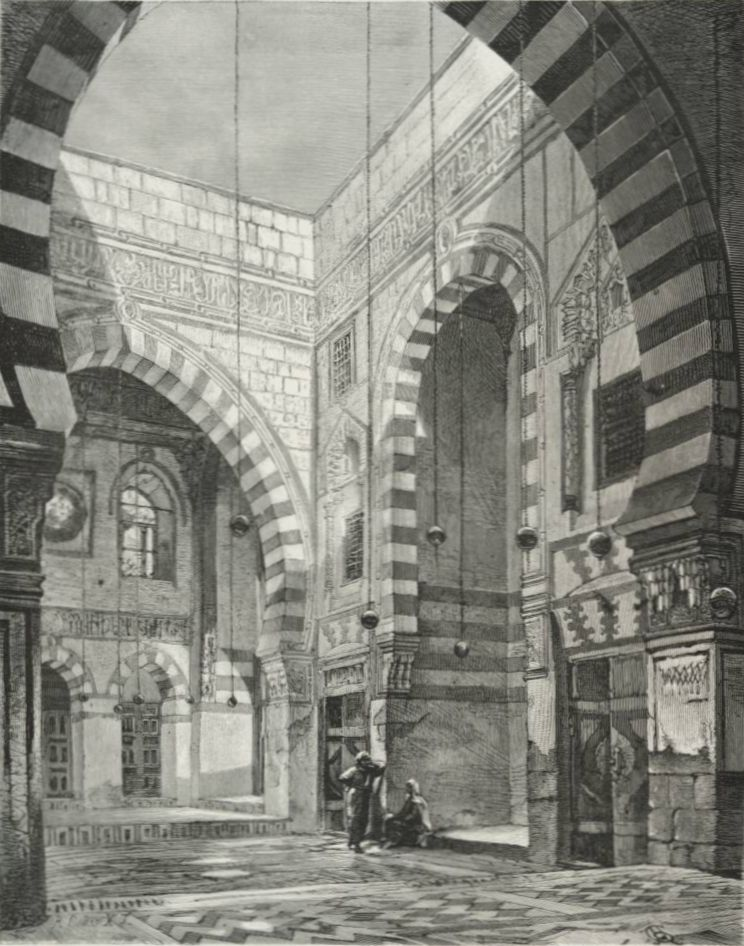
الصحن والإيوانات المحيطة به
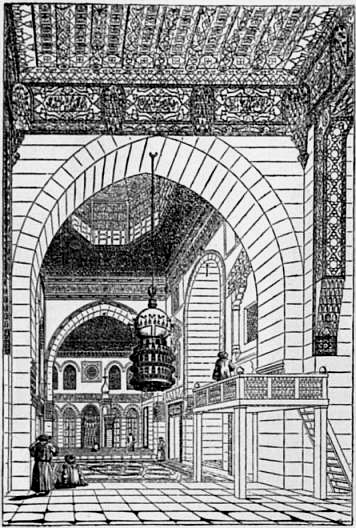
الصحن وإيوان القبلة
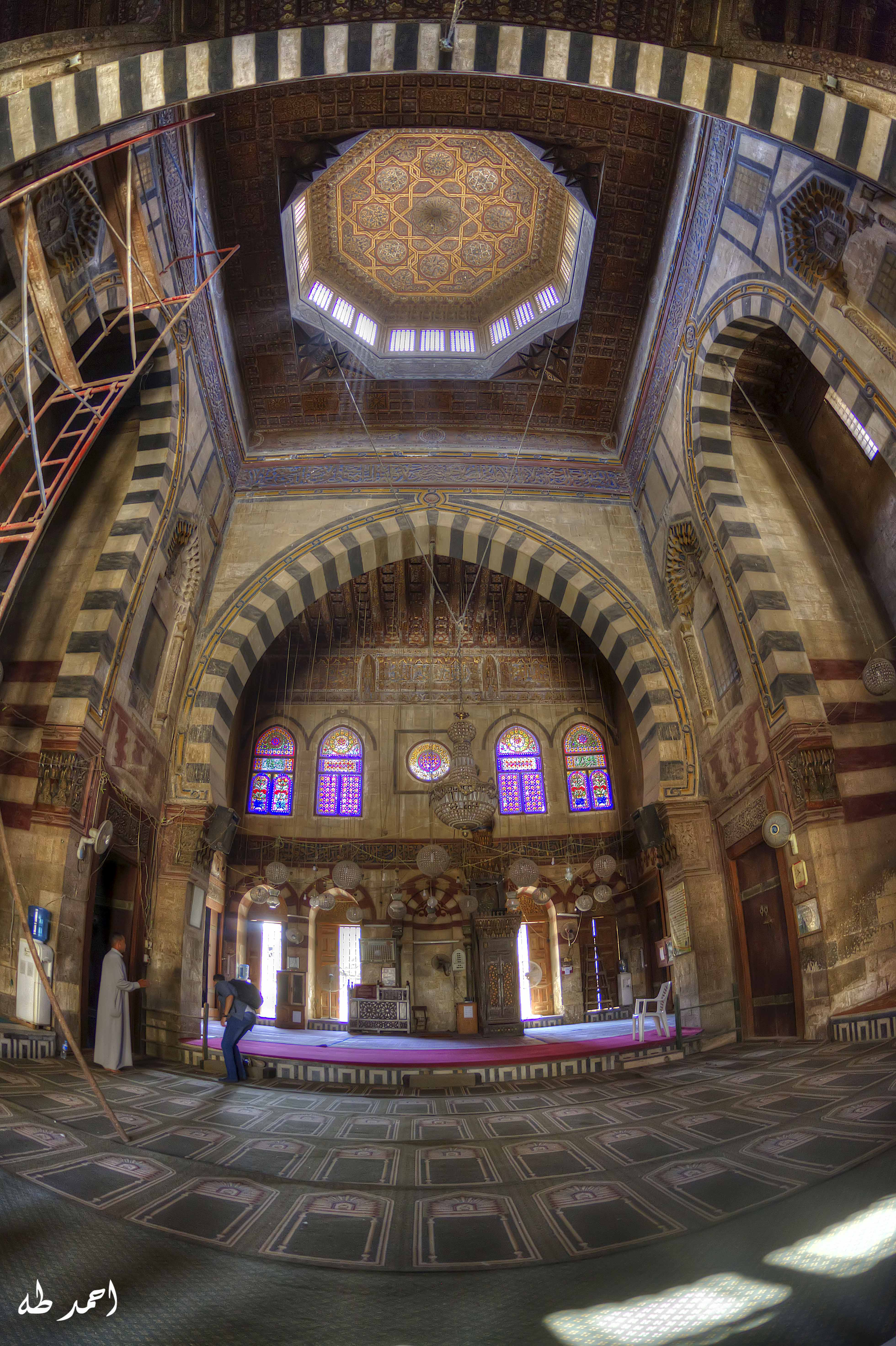
الصحن وإيوان القبلة
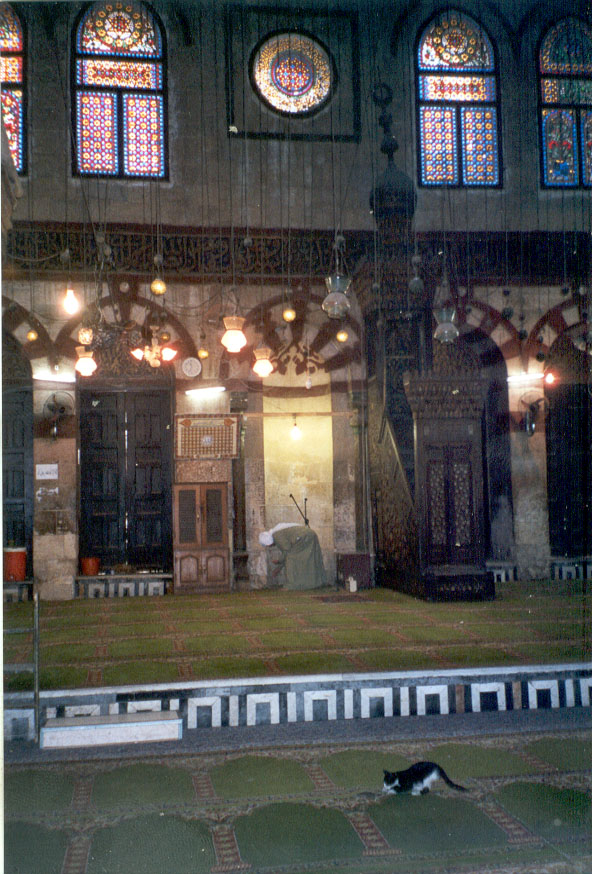
إيوان القبلة وبه المنبر والمحراب
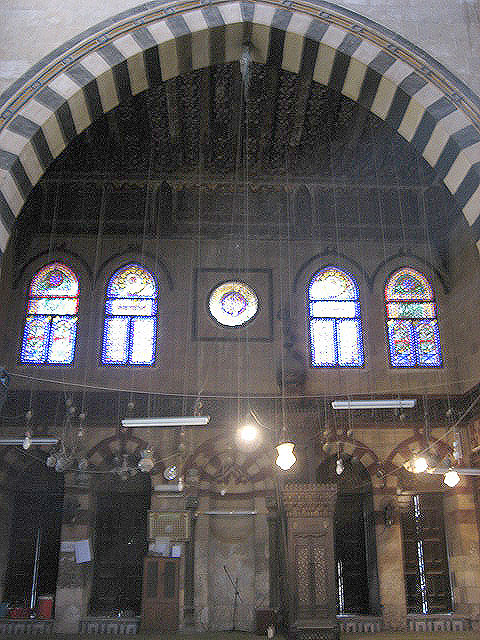
إيوان القبلة وبه المنبر والمحراب
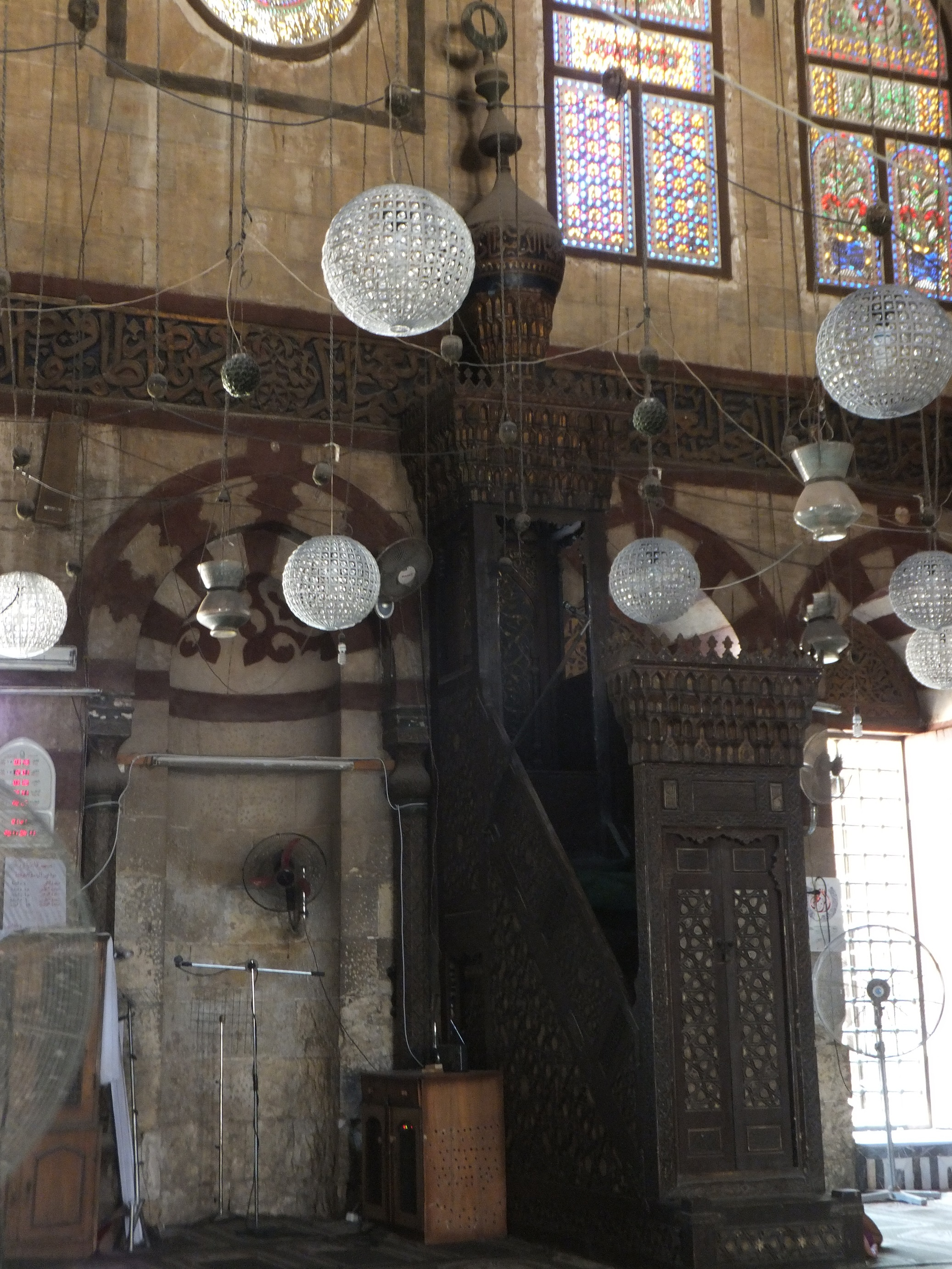
المنبر والمحراب
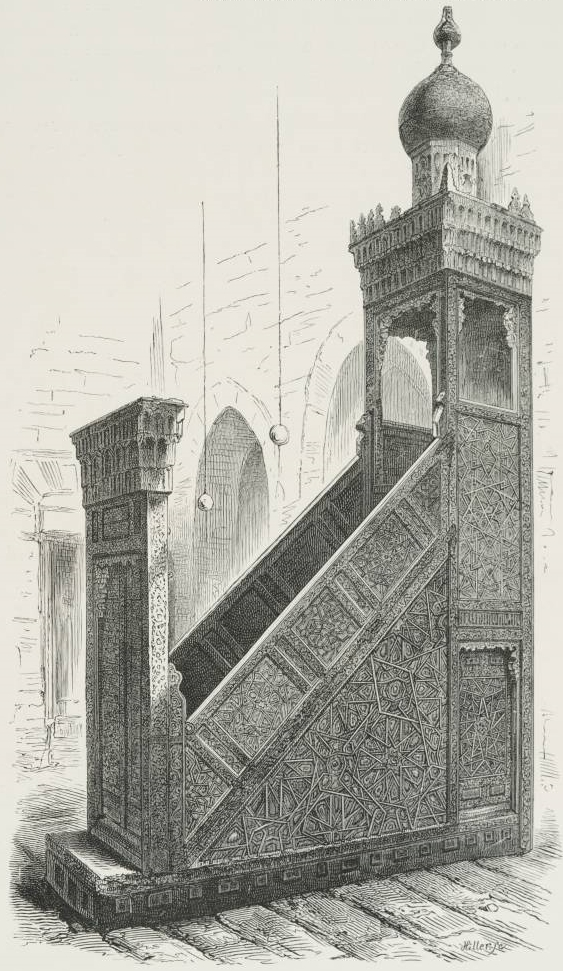
المنبر
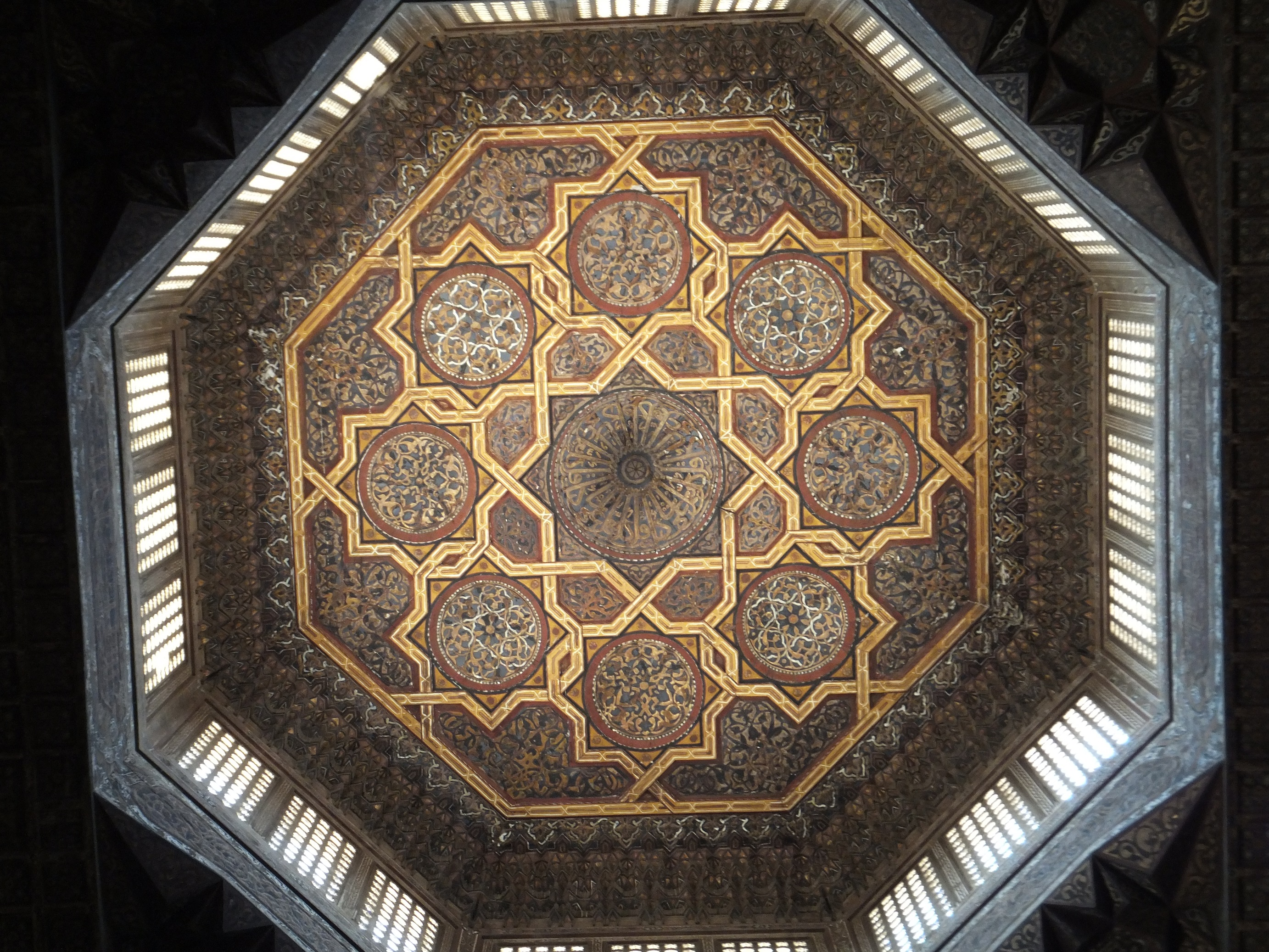
سقف الصحن
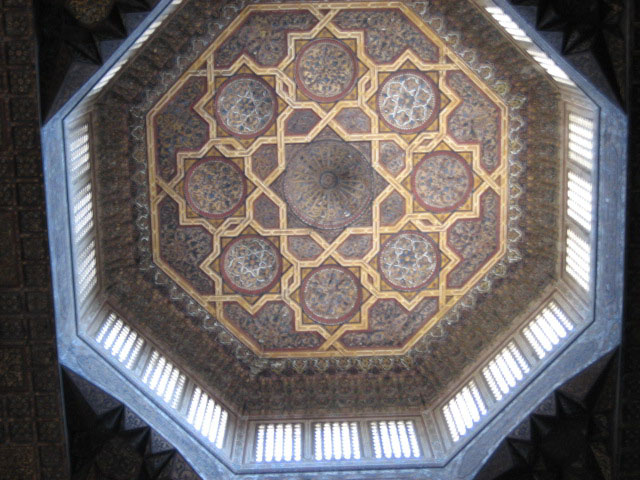
سقف الصحن
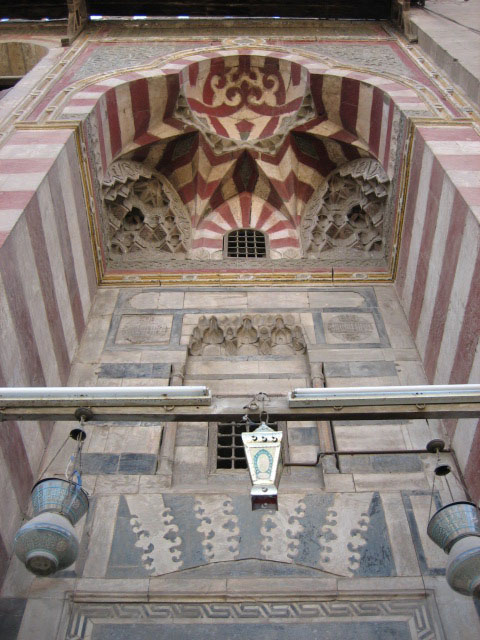
المدخل
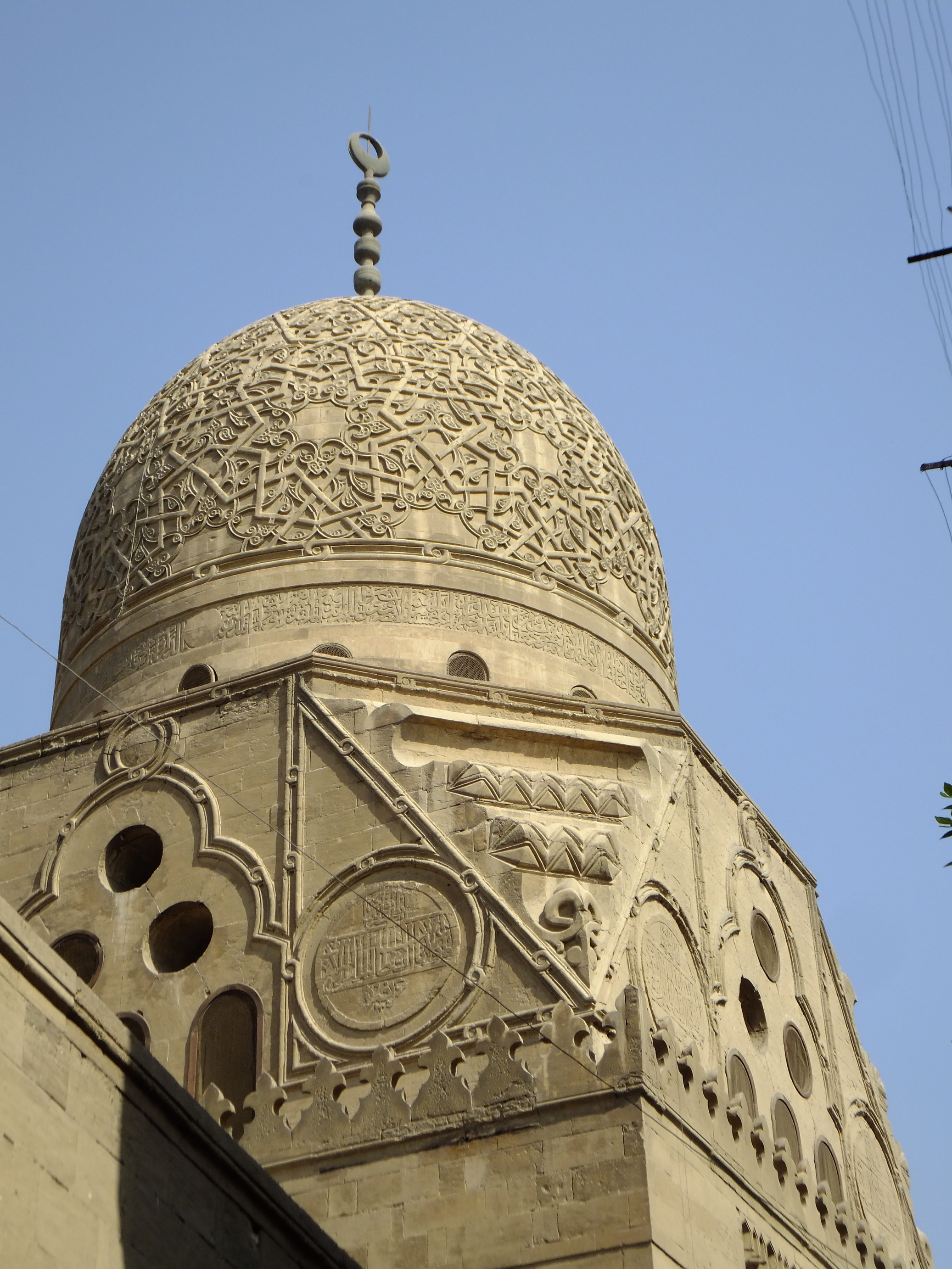
القبة
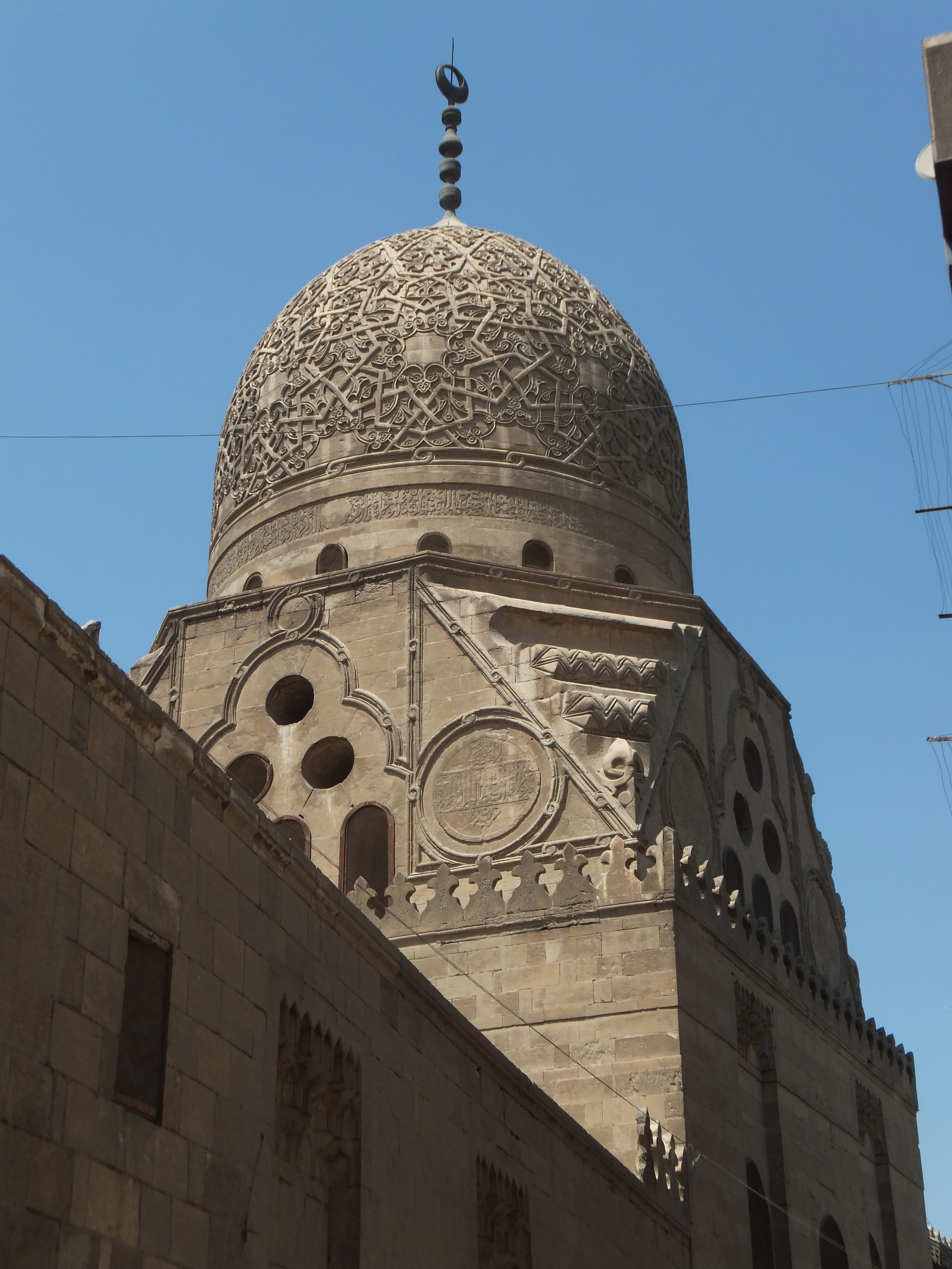
القبة
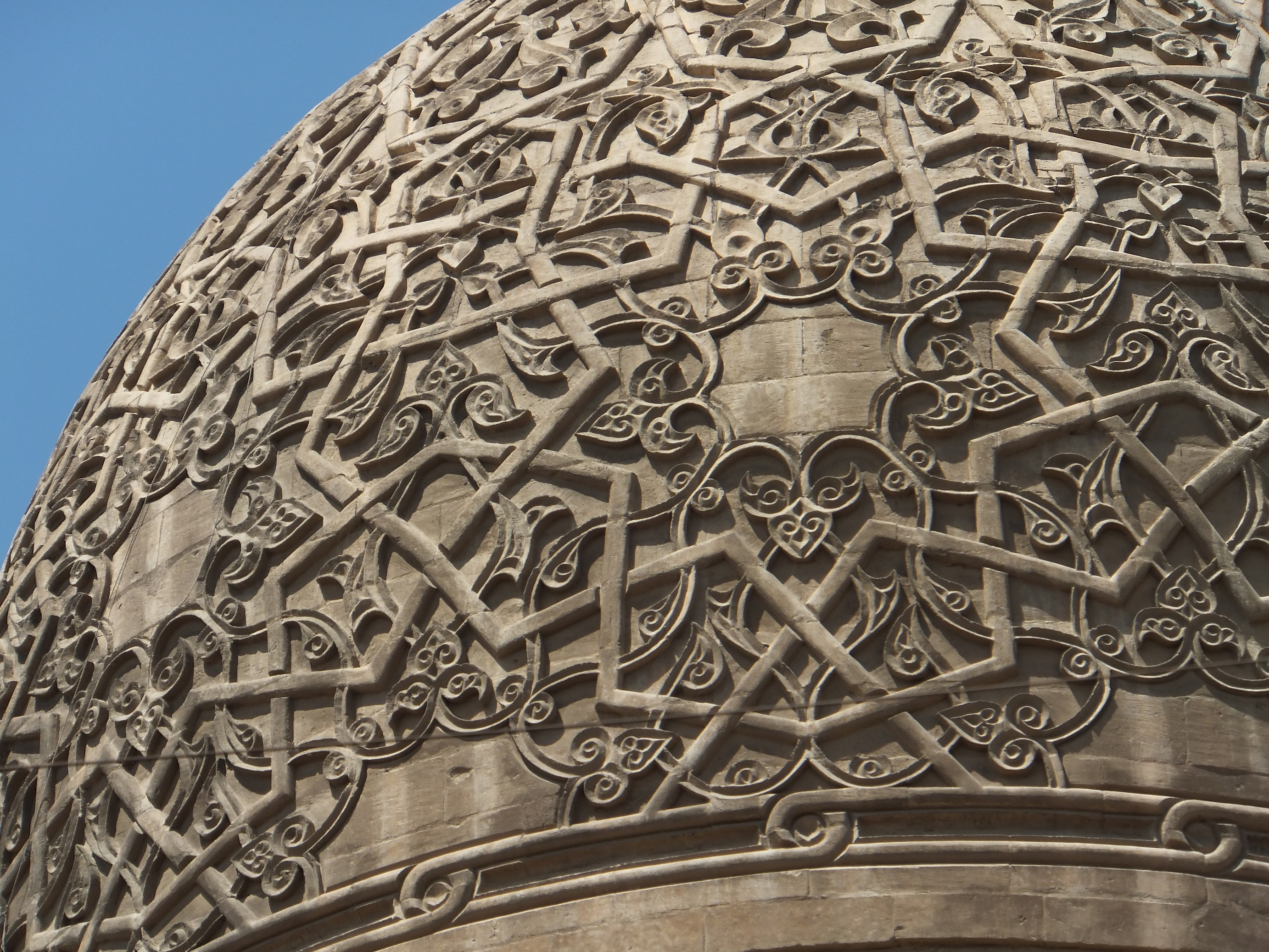
القبة
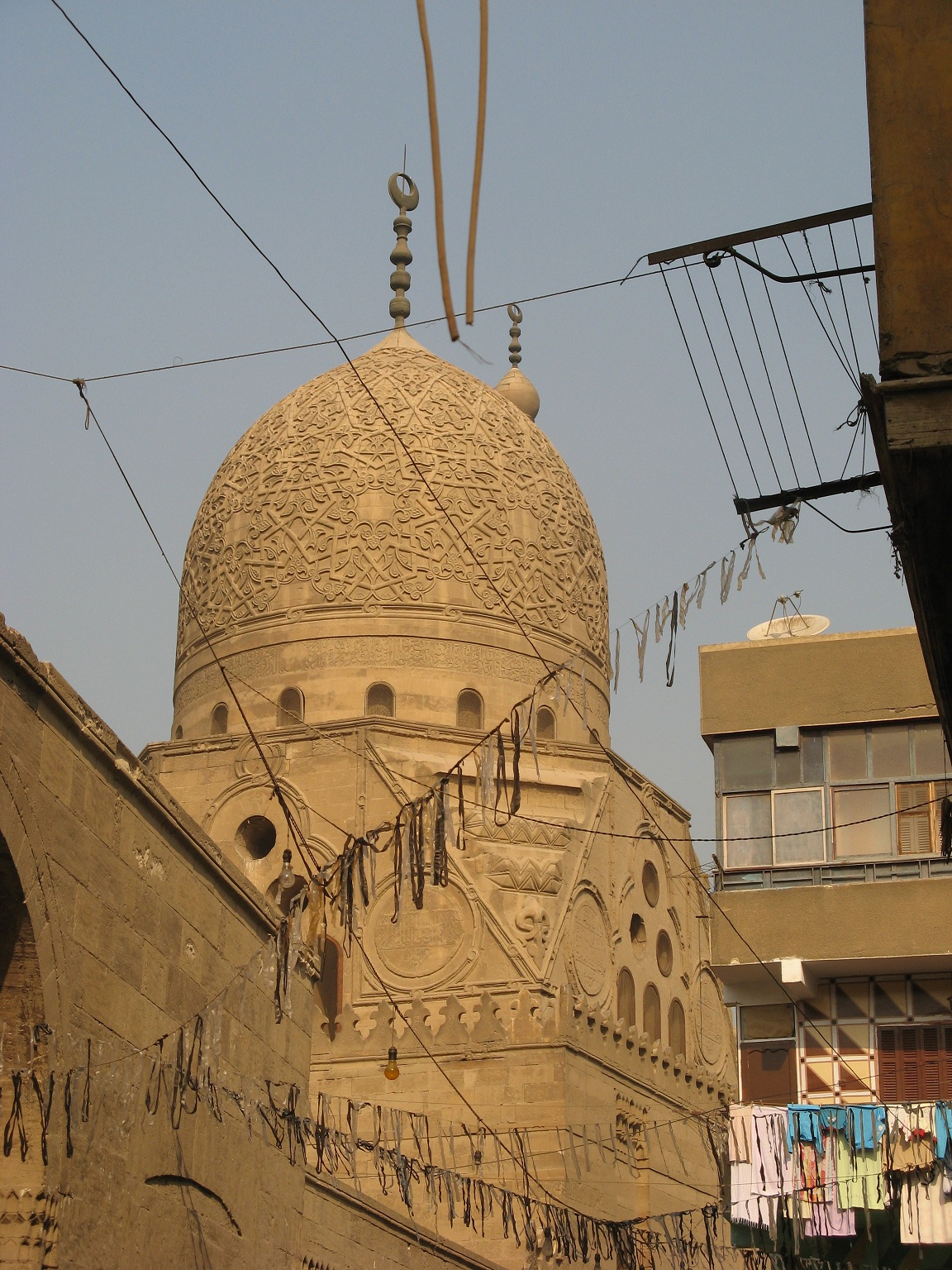
القبة
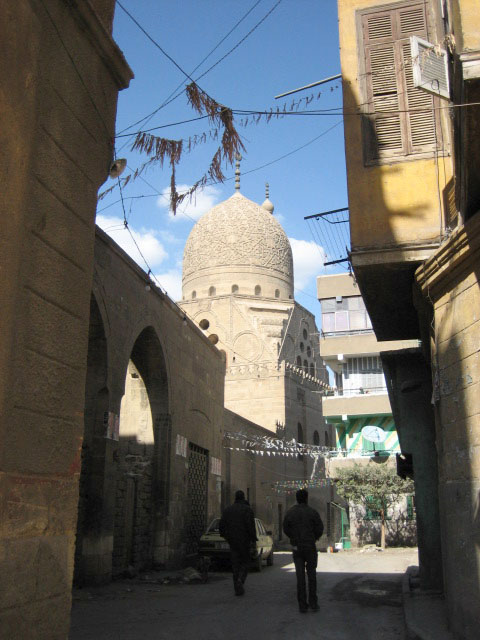
القبة
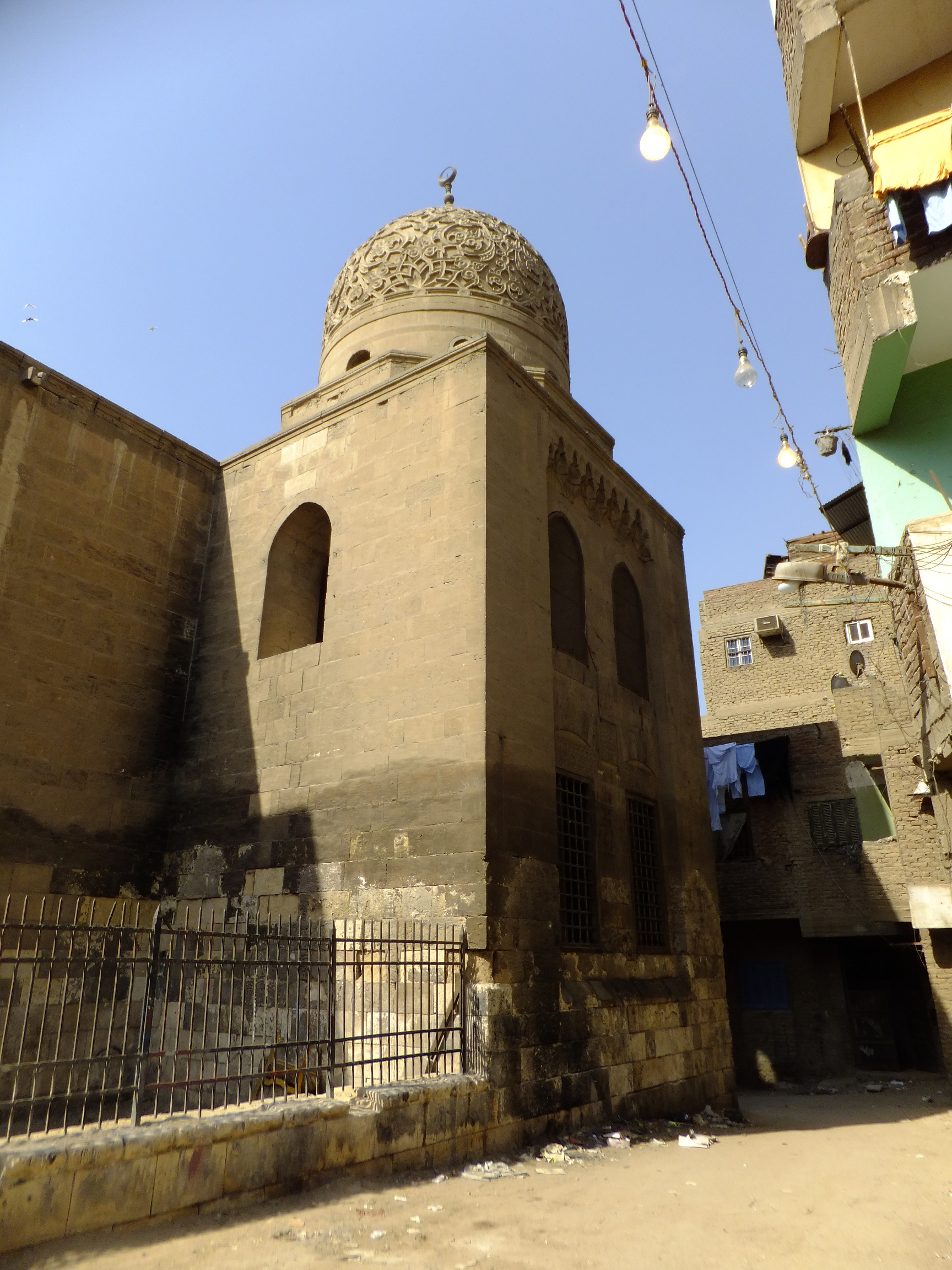
القبة
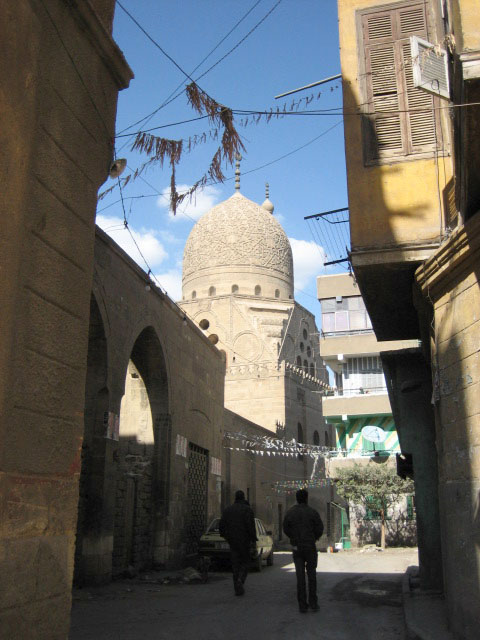
القبة
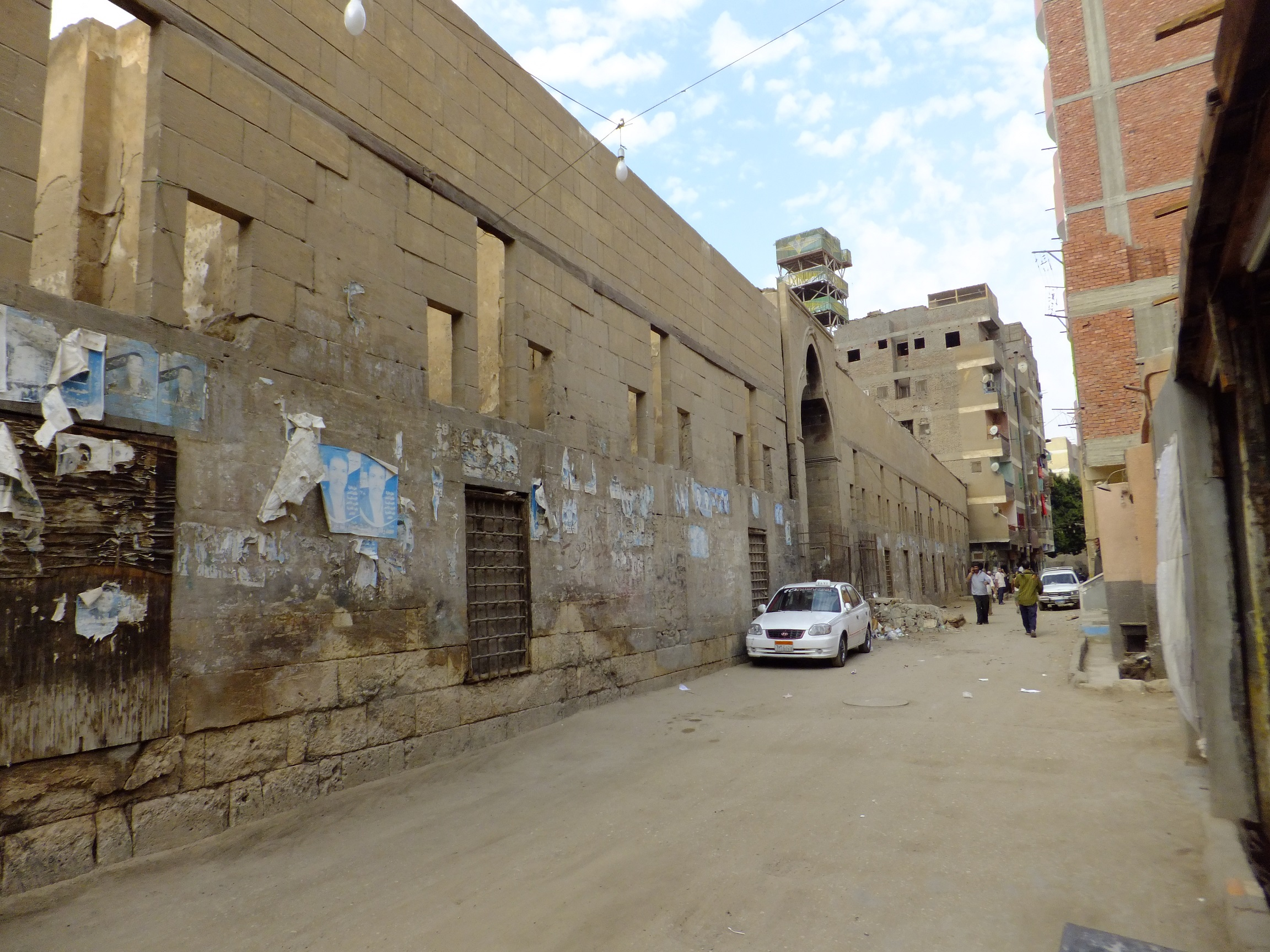
الربع
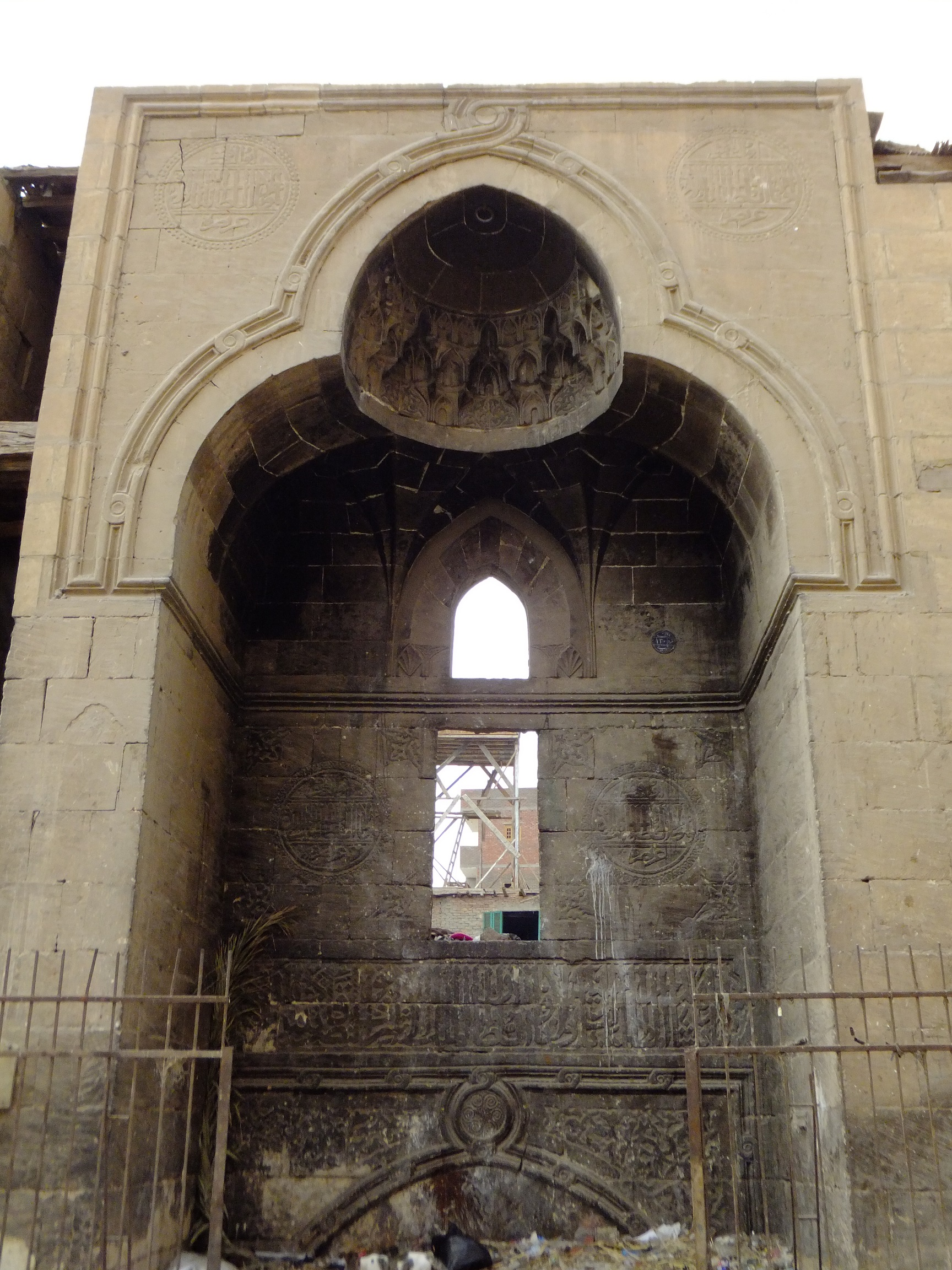
الربع
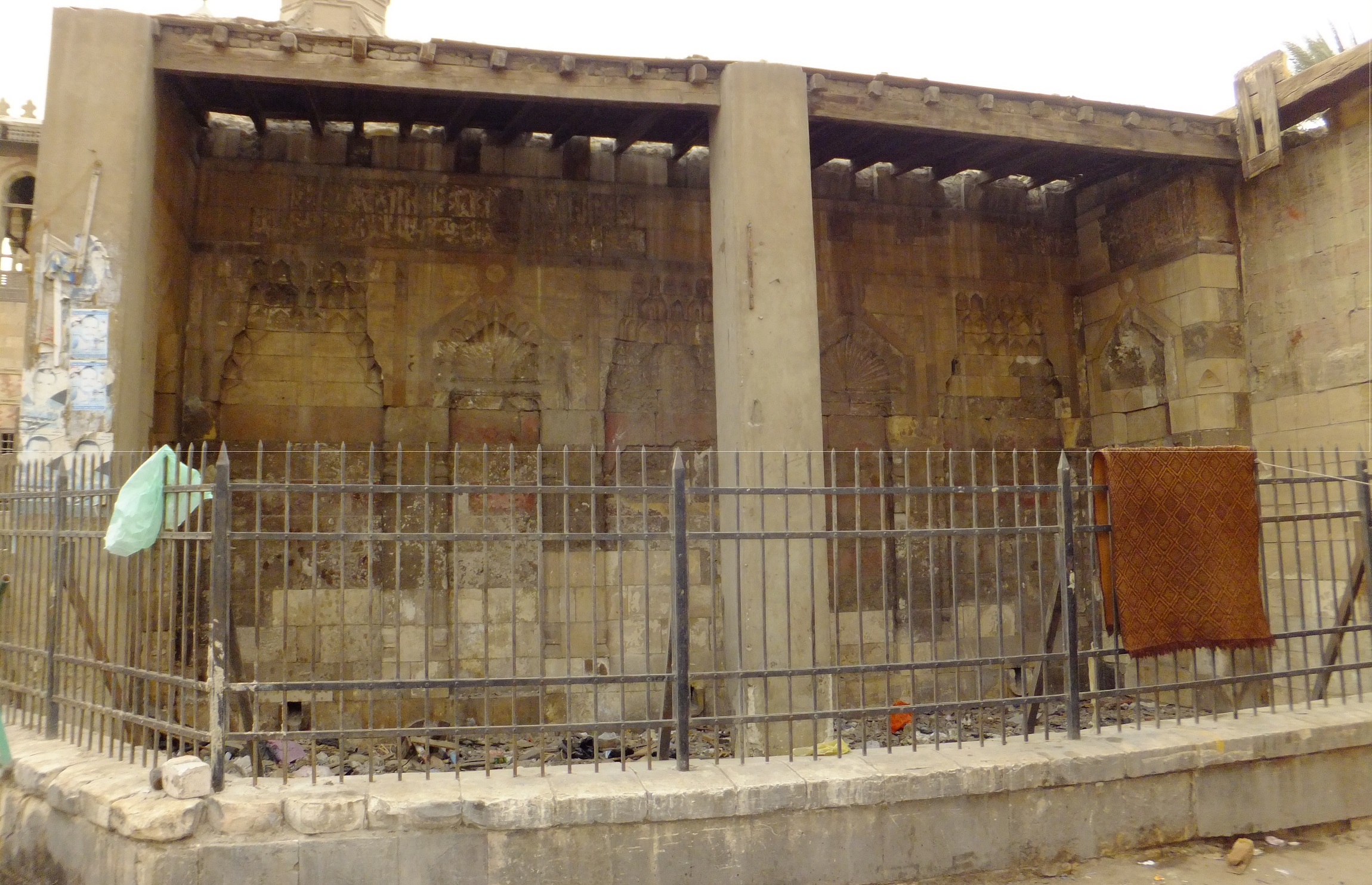
الحوض
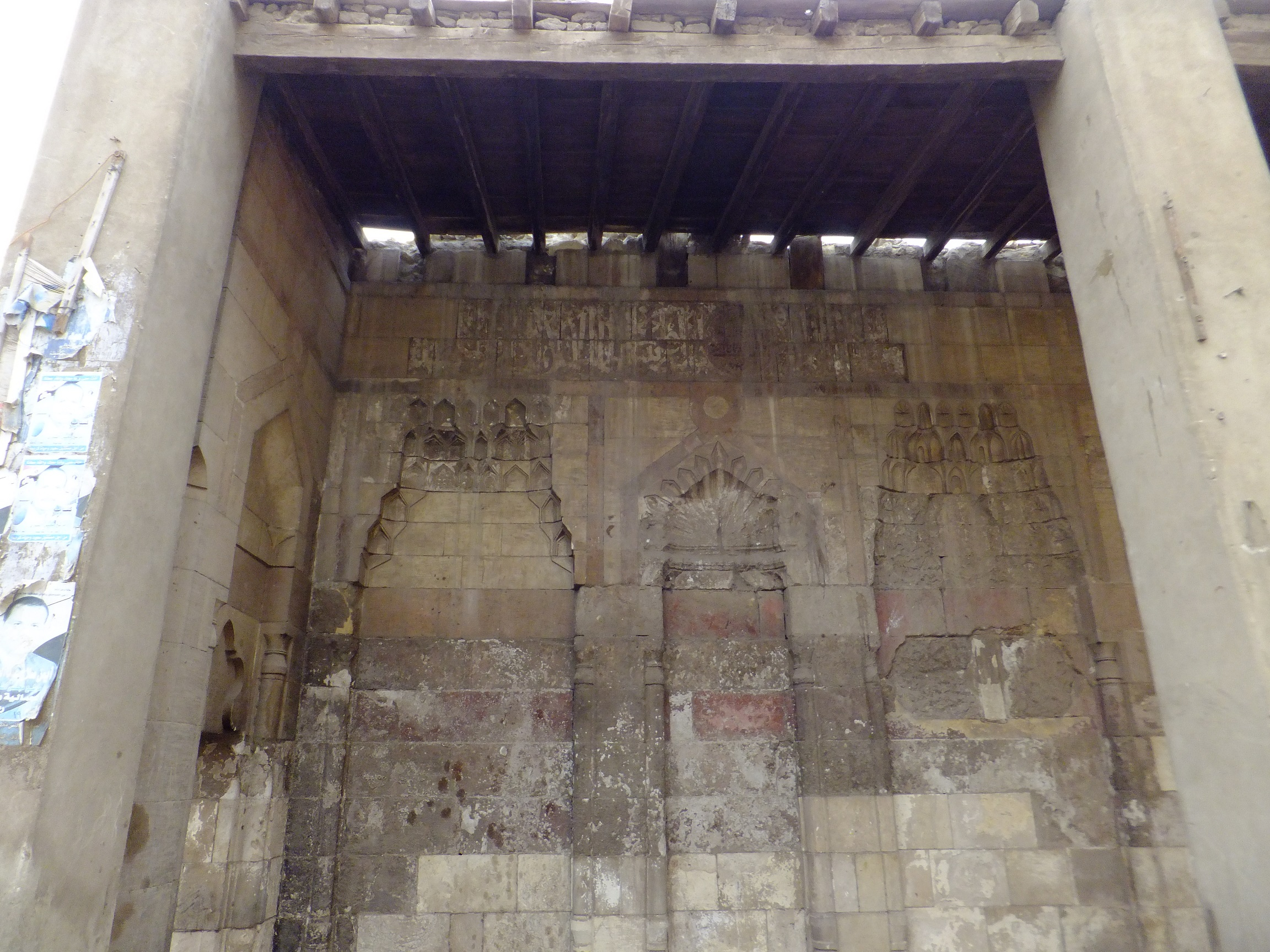
الحوض
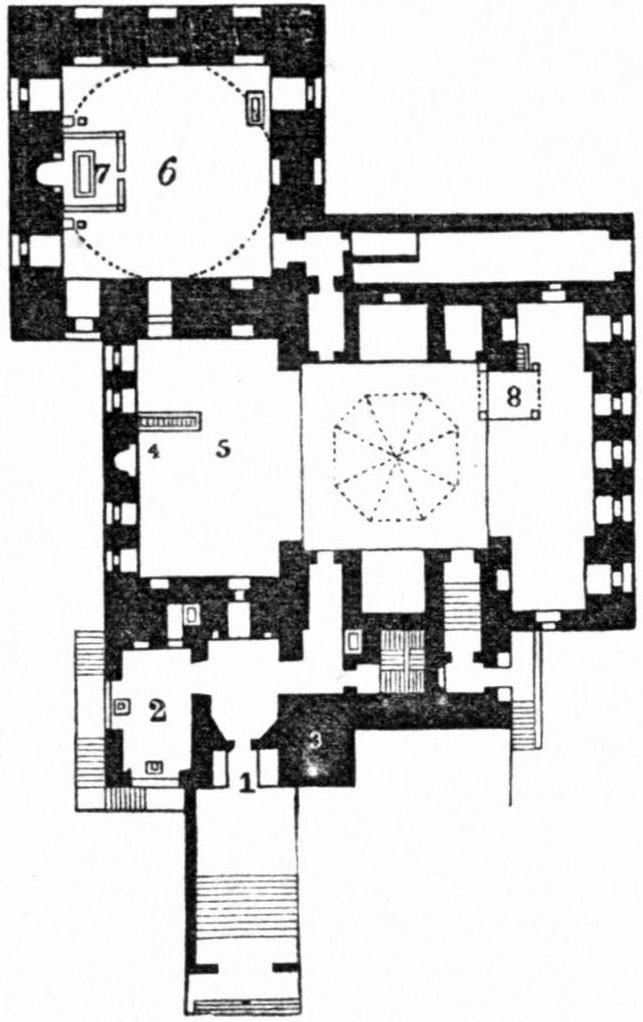
مخطط المجموعة
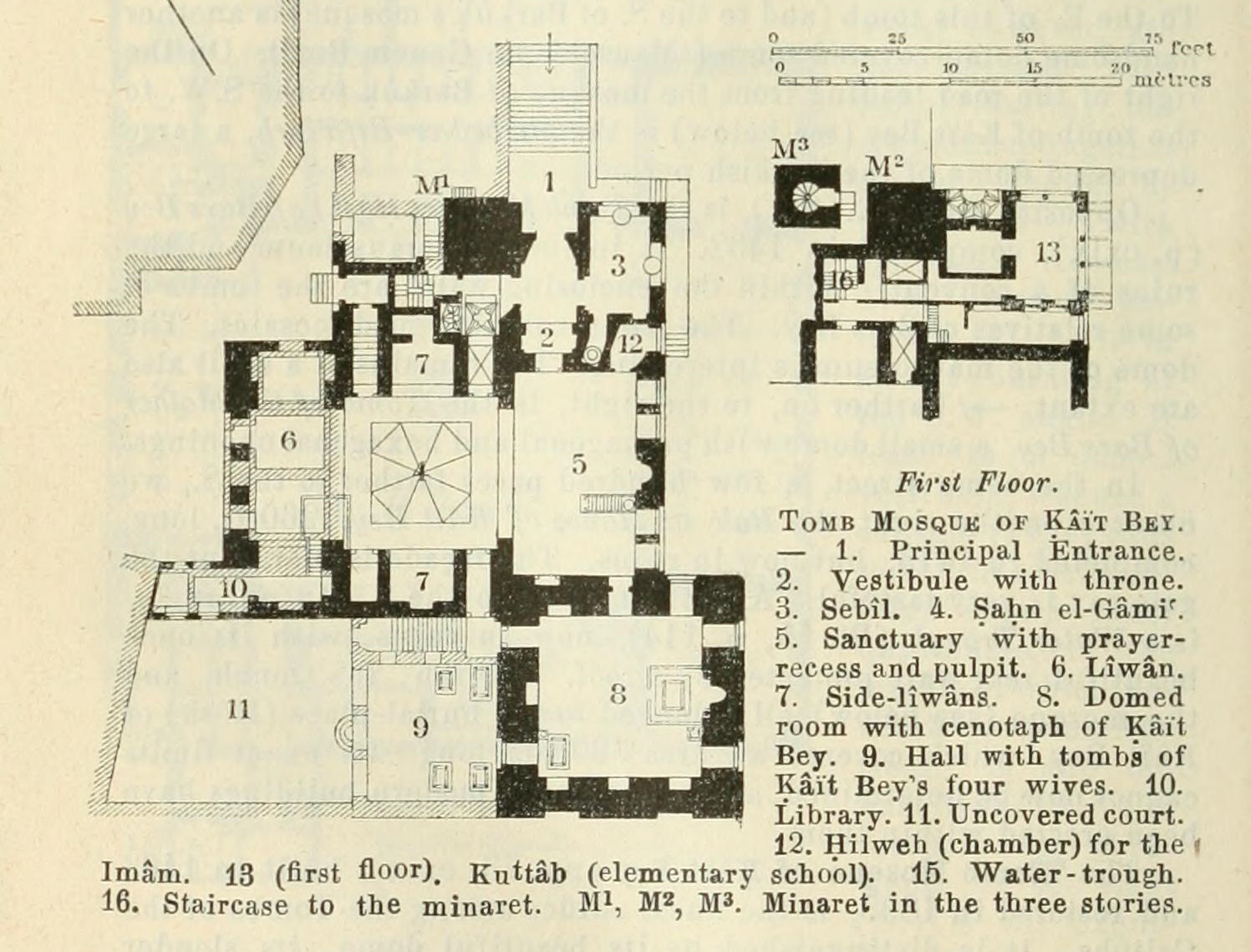
مخطط المجموعة
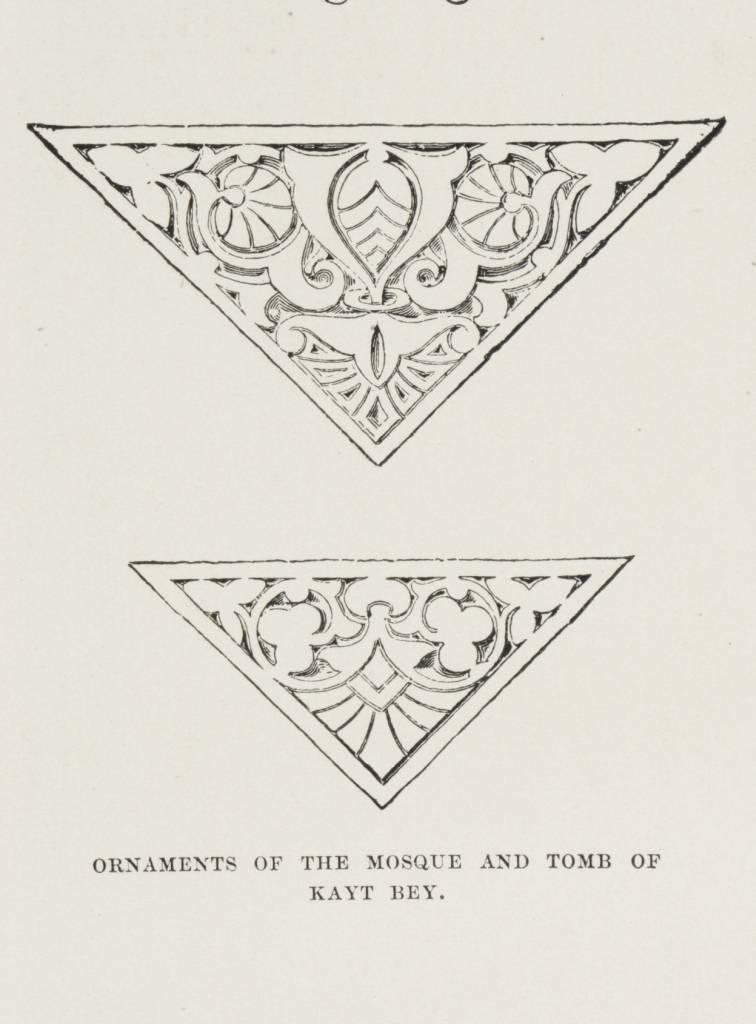
رسم للأنماط الزخرفية بالمجموعة